# Concours Eurovision de la chanson 2016
Vous lisez un « bon article » labellisé en 2017.
Come Together
- Pays participants qualifiés pour la finale
- Pays participants éliminés en demi-finale
- Pays ayant participé dans le passé

Vienne 2015 Kiev 2017
Le Concours Eurovision de la chanson 2016 est la 61e édition du Concours. Il a lieu  les 10, 12 et 14 mai 2016 à l'Ericsson Globe de Stockholm, en Suède, à la suite de la victoire de Måns Zelmerlöw au Concours 2015 avec la chanson Heroes. C'est la sixième fois que la Suède organise le Concours. Quarante-deux participent à cette édition dont le slogan est Come together (en français Réunissez-vous).
Cette édition est remportée par Jamala, représentante de l'Ukraine, avec sa chanson 1944, récoltant 534 points. C'est la seconde victoire de l'Ukraine au Concours. L'Australie réalise son meilleur classement en arrivant en deuxième position avec 511 points. Le podium est complété par la Russie avec 491 points. La Bulgarie et la Suède les suivent.

## Préparation du Concours
À la suite de la victoire suédoise au Concours 2015, l'édition 2016 a lieu en Suède. Les préparations commencent dès la conférence de presse de victoire de Måns Zelmerlöw, dans la nuit du 23 au 24 mai 2015, lorsque Jon Ola Sand remet aux représentants du diffuseur suédois SVT les premiers documents concernant l'organisation du Concours,. Le pays accueille le Concours pour la sixième fois, après l'avoir accueilli à Stockholm en 1975 et en 2000, à Göteborg en 1985 et à Malmö en 1992 et 2013.

### Lieu
La direction de la télévision publique suédoise SVT annonce le 24 mai que son premier choix pour accueillir le Concours 2016 est la Tele2 Arena à Stockholm.
La Suède étant favorite à Vienne, SVT a préalablement demandé aux communes de préparer leur candidature au cas où la Suède gagnerait. La télévision suédoise laisse alors, après la victoire, trois semaines aux villes qui voudraient déposer leurs candidatures avant de les évaluer en fonction des critères d'accueil et de prendre une décision pour accueillir l'Eurovision 2016. À la date de clôture, six villes ont formellement déposé leur candidature pour accueillir le Concours. Le 8 juillet 2015, SVT et l'UER annoncent que c'est finalement à l'Ericsson Globe de Stockholm que se déroulera le Concours. Cette arène a précédemment accueilli le Concours en 2000. Le producteur exécutif pour le Concours 2016, Martin Österdahl, justifie son choix au nom de SVT en disant que « Stockholm [livre] une offre complète qui garantit que l'événement sera à un niveau au-dessus ». Il indique par ailleurs que le centre de presse se situera au Hovet avec une capacité de plus de 1 500 personnes, et que les délégations se réuniront à l'Annexet. La Tele2 Arena sera également mise à contribution pour la grande finale.
| \| 100 km1:12 968 000 Ville hôte Ville candidate Candidature retirée \| Stockholm Örnsköldsvik Göteborg Linköping Sandviken Malmö |
| 100 km1:12 968 000 Ville hôte Ville candidate Candidature retirée                                                                 |

| 100 km1:12 968 000 Ville hôte Ville candidate Candidature retirée |

| Ville                               | Lieu              | Notes | Ref.          |
| Ville choisie                       | Ville choisie     | Ville choisie | Ville choisie |
| ----------------------------------- | ----------------- | --- | ------------- |
| Stockholm                           | Ericsson Globe    | A accueilli l'Eurovision 2000 | [ 6 ]         |
| Candidatures non-retenues           |                   | |               |
| Göteborg                            | Scandinavium      | A accueilli l'Eurovision 1985. | [ 7 ]         |
| Linköping                           | Saab Arena        | — | [ 8 ]         |
| Örnsköldsvik                        | Fjällräven Center | A accueilli une des demi-finales du Melodifestivalen en 2007.                                                                                    | [ 9 ]         |
| Sandviken En partenariat avec Gävle | Göransson Arena   | A accueilli une des demi-finales du Melodifestivalen en 2010.                                                                                    | [ 10 ]        |
| Stockholm                           | Annexet           | — | [ 6 ]         |
| Stockholm                           | Hovet             | — | [ 6 ]         |
| Stockholm                           | Tele2 Arena       | Candidature non-retenue pour des raisons de disponibilité, le lieu accueillant des matchs de football ayant lieu pendant la période du Concours. | ,             |
| Candidature retirée                 |                   | |               |
| Malmö                               | Malmö Arena       | A accueilli l'Eurovision 2013. Candidature a été retirée le 11 juin 2015 pour des raisons de disponibilité.                                      | [ 12 ]        |

### Organisation

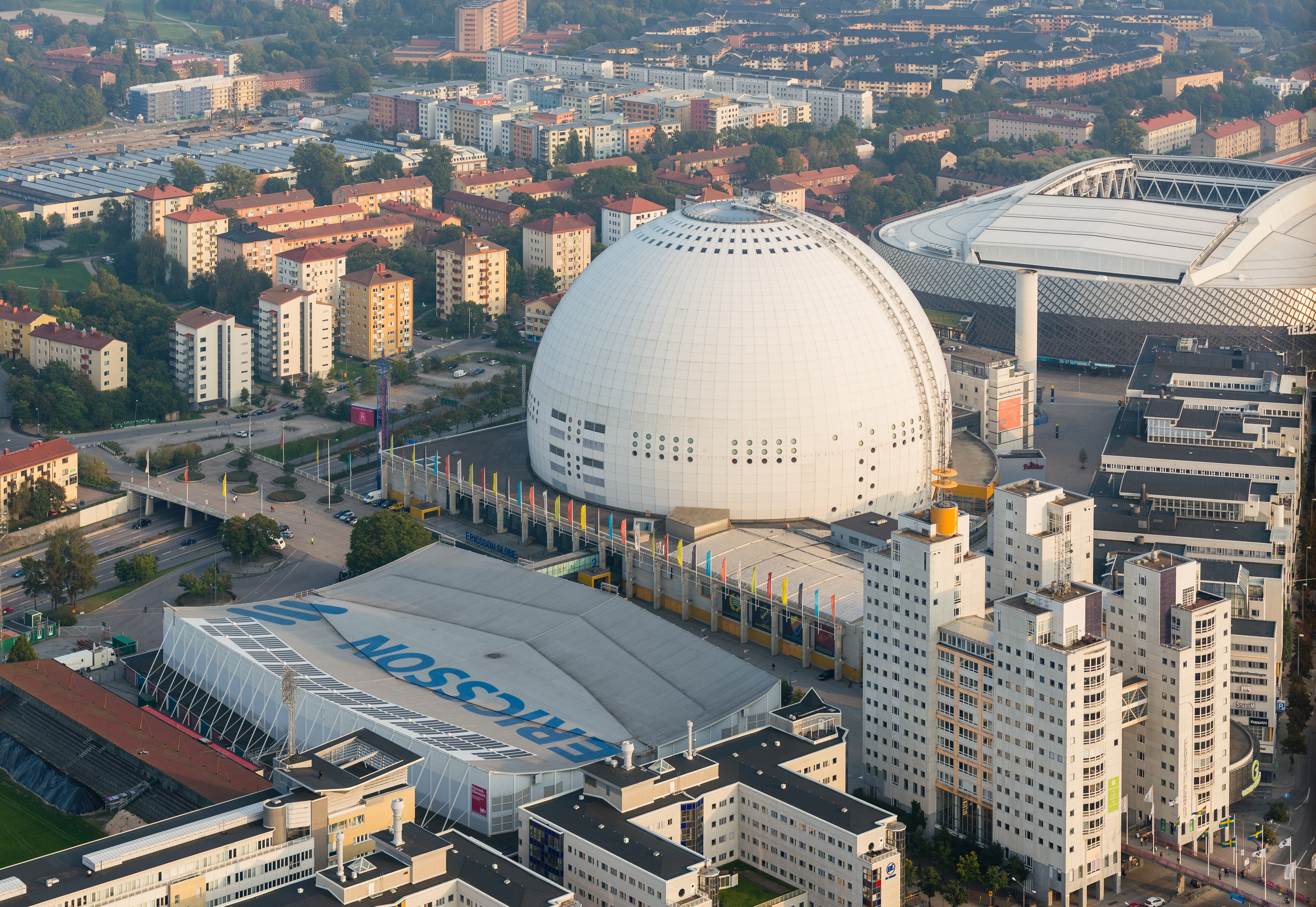
L'Ericsson Globe, qui a accueilli l'Eurovision 2016.

Les dates du Concours, confirmées lors de l'annonce de la ville hôte, sont fixées au 10 et 12 mai 2016 pour les demi-finales, la finale ayant lieu le 14 mai 2016.
Le 7 septembre 2015, le journal suédois Dagens Nyheter affirme que 60 MSEK (soit environ 6,365 M€) sont mises de côté pour le Concours 2016, neuf mois avant le début de ce dernier : la ville de Stockholm prévoit un total de 10 MSEK (soit un peu plus de 1 M€) pour les premiers préparatifs du concours, alors que 50 MSEK (près de 5,3 M€) sont provisionnés pour la rénovation de l'Ericsson Globe. Cet argent servira à rénover les espaces destinés au public, la salle principale de l'Arena, les finitions intérieures et à installer le Wi-Fi gratuit. Le budget total de l'Eurovision 2016 s'élève à 125 MSEK (soit un peu plus de 12,7 M€), soit le même budget que l'Eurovision 2013.
L'UER demande à la ville de Stockholm de mettre en place une campagne d'information et de publicité avec des décorations et des équipements particuliers. La ville entend, entre autres, installer des douches sonores en milieu urbain. C'est notamment à la municipalité de Stockholm de mettre en place la cérémonie d'ouverture, le village Eurovision, l'organisation des transports et les activités complémentaires. L'Ericsson Globe sera disponible durant six semaines pour le concours, du 4 avril 2016 au 14 mai 2016, jour de la finale. La municipalité espère un autofinancement grâce aux recettes engendrées par l'Eurovision, au tourisme et au parrainage.

### Partenaires
L'Eurovision 2016 se déroule en partenariat avec plusieurs entreprises. Dailies, Osram, Riedel Communications et Schwarzkopf sont une fois de plus partenaires du concours tandis que de nouveaux partenariats se forment avec Tele2 et Visa.

### Logotype et slogan
SVT révèle le slogan et le logo le 25 janvier 2016. Le slogan de l'édition est Come together (en français « Réunissez-vous »). Le logo quant à lui représente un pissenlit dont les graines symbolisent les pays participants qui se réunissent pour l'événement en une unité, message également véhiculé par le slogan.

### Présentateurs

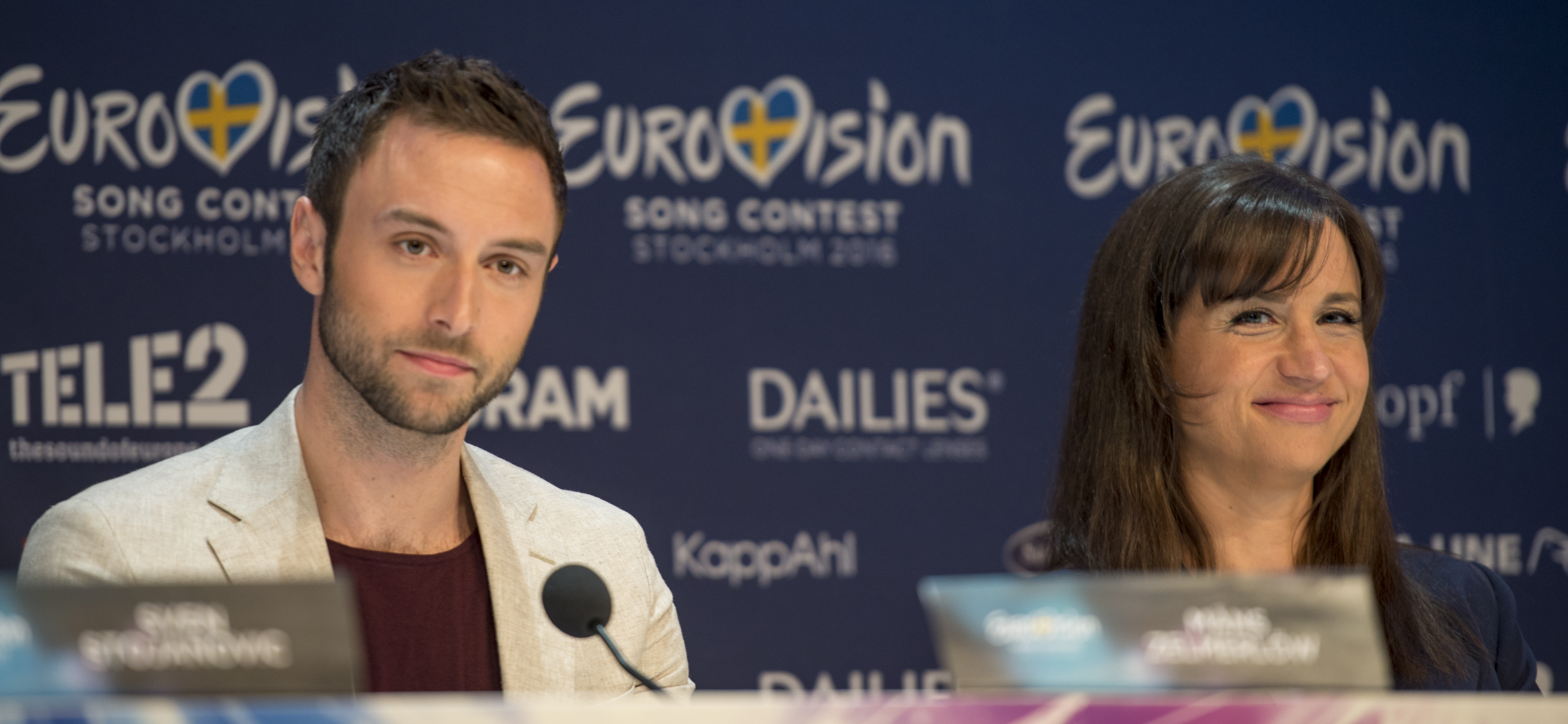
Måns Zelmerlöw et Petra Mede, les présentateurs du Concours Eurovision de la chanson 2016

Le 25 mai 2015, Christer Björkman déclare au journal suédois Expressen que les potentiels présentateurs pour l'édition 2016 sont Sanna Nielsen — qui a représenté la Suède au Concours Eurovision de la chanson 2014 et présenté le Melodifestivalen 2015 —, Gina Dirawi — qui a présenté le Melodifestivalen 2013 — et Petra Mede — qui a présenté l'édition 2013 du Concours —. Le nom Dolph Lundgren est également cité comme potentiel présentateur par Expressen.
Les présentateurs sont finalement révélés le 14 décembre 2015. Comme l'avaient pressenti plusieurs médias suédois avant l'annonce officielle, ce sont Måns Zelmerlöw et Petra Mede, cette dernière ayant aussi présenté le Concours 2013. Måns Zelmerlöw, la nuit de sa victoire, avait d'ailleurs indiqué que si l'occasion se présentait pour lui d'être un des présentateurs du Concours, il l'accepterait.

### Modifications du format

#### Système de vote
Le système de vote subit, en 2016, un changement de grande ampleur. Désormais chaque pays attribue deux fois les points : une fois pour le télévote et une fois pour les jurys nationaux.
La procédure de vote se déroule donc de façon différente. Tout d'abord, les porte-paroles des pays participants sont appelés pour donner les points des jurys seulement. Les points de 1 à 8 et les 10 points sont affichés à l'écran. Seuls les 12 points sont énoncés oralement. Les présentateurs du show sur place annoncent ensuite les résultats totaux du télévote de tous les pays participants — chaque télévote attribuant, comme les jurys, de 1 à 8 points, puis 10 et 12 points à ses dix favorites — en partant du pays finaliste ayant reçu le moins de points par le télévote. Le gagnant est désigné à la fin de cette deuxième partie de la procédure.
En cas d'égalité, les pays sont départagés par le télévote : la chanson ayant reçu le plus de points via le télévote obtient la meilleure place. Si les deux chansons ont obtenu le même nombre de points au télévote, une procédure similaire aux années précédentes est adoptée. Ainsi, est d'abord pris en compte le nombre de télévotes votants. Puis, si l'égalité persiste, le nombre de 12 points reçus via le télévote. S'il y a toujours égalité, on compte d'abord les 10 points, puis les 8, et ce jusqu'à ce que l'égalité puisse être tranchée. Si, à la fin de la procédure, l'égalité persiste encore, la chanson étant passée le plus tôt dans la soirée obtient le classement supérieur.
Le système de vote est identique pour les demi-finales mais n'est pas annoncé à l'écran. Les qualifiés sont annoncés directement et les votes détaillés des demi-finales ne sont publiés qu'après la finale.

#### Présentation des qualifiés d'office
L'UER annonce le 23 septembre 2015 qu'à partir de cette édition, les pays qualifiés automatiquement en finale — le pays hôte ainsi que les cinq plus gros contributeurs financiers de l'union : l'Allemagne, l'Espagne, la France, l'Italie et le Royaume-Uni — participeront aux répétitions générales de la demi-finale à laquelle ils ont le droit de vote. De plus, plutôt qu'un extrait du clip vidéo, c'est un extrait des répétitions générales qui sera diffusé en entracte lors de la demi-finale correspondante.

## Concours

### Liste des participants
La liste officielle des pays participants est dévoilée le 26 novembre 2015, annonçant la participation de quarante-trois pays. Parmi eux, l'Ukraine, qui revient après un an d'absence ; la Bulgarie et la Croatie qui reviennent après deux ans d'absence. La Bosnie-Herzégovine revient, quant à elle, après trois ans d'absence. On note également la participation de l'Australie. Invitée exceptionnelle pour la célébration du 60e Concours Eurovision, il avait été annoncé qu'elle ne pourrait participer à nouveau que si elle venait à gagner le concours. Sa participation était donc à caractère unique et devait entraîner un retrait pour 2016, le pays n'ayant pas gagné. Cependant, le 17 novembre 2015, l'UER confirme une nouvelle participation de l'Australie pour 2016, après un vote unanime du Groupe de Référence l'autorisant à participer à nouveau. En revanche, le pays doit cette fois concourir dans une des demi-finales. De plus, aucune décision n'est prise sur la possible participation permanente du pays au concours. L'Eurovision 2016 voit également le retrait du Portugal, annoncé le 7 octobre 2015. Le diffuseur RTP indique se retirer dans l'optique de restructurer son processus de sélection après de mauvais résultats.
Le 22 avril 2016, l'UER annonce l'exclusion de la télévision roumaine TVR de ses services, à la suite du non-paiement d'une dette de 16 MCHF (soit environ 14,5 M€). Cette décision déclenche de fait la disqualification du pays et de son représentant, Ovidiu Anton. C'est la toute première fois en soixante-et-une éditions qu'un pays est officiellement exclu du concours par l'UER pour des motifs financiers. Cette exclusion ramène le nombre de participants à quarante-deux.
Par ailleurs, plusieurs autres pays annoncent leur non-participation en 2016. La Turquie, après avoir initialement confirmé sa participation décide finalement de ne pas revenir au concours, invoquant le fait que les requêtes faites par la chaîne, et conditionnant le retour de la Turquie, n'ont pas été prises en considération par l'UER. Au Liban, bien que la chaîne Télé-Liban ait affirmé qu'elle travaillait sur un début du pays, il n'apparaît pas sur la liste officielle. De plus, l'UER annonce ne pas avoir l'intention d'inviter la Chine, le Kazakhstan ou le Kosovo malgré l'intérêt que ces pays portent à un potentiel début,,,. Andorre, le Luxembourg, Monaco et la Slovaquie annoncent leur non-participation sans citer de raisons. Enfin, l'absence du Maroc n'est confirmée que lors de la publication de la liste des participants.

### Tirage au sort des demi-finales

Pays participant à la première demi-finale
Pays pré-qualifié votant dans la première demi-finale
Pays participant à la deuxième demi-finale
Pays pré-qualifié votant dans la deuxième demi-finale

Pour répartir les pays dans les différentes demi-finales, un tirage au sort se déroule. Lors de ce même tirage au sort, les pays qualifiés d'office pour la finale — la Suède, pays hôte, ainsi que les cinq principaux contributeurs financiers de l'UER : l'Allemagne, l'Espagne, la France, l'Italie et le Royaume-Uni — tirent, pour leur part, la demi-finale durant laquelle ils auront le droit de vote.
Préalablement au tirage, il est annoncé le 21 septembre 2015 par le journal Israel Hayom (ישראל היום) que l'UER accepte la demande de l'IBA afin qu'Israël participe lors de la seconde demi-finale. En effet, la fête de Yom Hazikaron ayant lieu le 10 mai 2016, jour de la première demi-finale, le pays ne pouvait pas y participer. Le motif est sérieux puisque Israël s'est déjà retiré du Concours pour les mêmes raisons en 1980 et 1984. L'Allemagne voit également sa demande de voter lors de la deuxième demi-finale être acceptée.
Pour les autres pays, le tirage a lieu le 25 janvier 2016 et s'est fait en fonction des lots suivants, basés sur les tendances des votes lors des Concours précédents :
| Lot 1                                                                                 | Lot 2                                                          | Lot 3                                                              | Lot 4                                                         | Lot 5                                                           | Lot 6                                                        |
| ------------------------------------------------------------------------------------- | -------------------------------------------------------------- | ------------------------------------------------------------------ | ------------------------------------------------------------- | --------------------------------------------------------------- | ------------------------------------------------------------ |
| - Albanie - Bosnie-Herzégovine - Croatie - Macédoine - Monténégro - Serbie - Slovénie | - Danemark - Estonie - Finlande - Islande - Lettonie - Norvège | - Arménie - Azerbaïdjan - Biélorussie - Géorgie - Russie - Ukraine | - Australie - Belgique - Bulgarie - Chypre - Grèce - Pays-Bas | - Irlande - Lituanie - Malte - Pologne - Tchéquie - Saint-Marin | - Autriche - Hongrie - Israël - Moldavie - Roumanie - Suisse |

### Artistes de retour
Sept artistes ayant précédemment participé au Concours reviennent au Concours cette année.
| Pays               | Artiste                                | Année(s) précédente(s)                                      |
| ------------------ | -------------------------------------- | ----------------------------------------------------------- |
| Bosnie-Herzégovine | Deen                                   | 2004                                                        |
| Bulgarie           | Poli Guénova                           | 2011                                                        |
| Islande            | Greta Salóme                           | 2012                                                        |
| Lituanie           | Donny Montell                          | 2012                                                        |
| Macédoine          | Kaliopi                                | 1996, 2012                                                  |
| Malte              | Ira Losco                              | 2002                                                        |
| Monténégro         | Bojan Jovović (avec le groupe Highway) | 2005, pour la Serbie-et-Monténégro (avec le groupe No Name) |

### Répétitions
Les répétitions des demi-finalistes se déroulent la semaine précédant le Concours, du 2 mai 2016 au 7 mai 2016. Chaque participant aura deux répétitions individuelles : la première d'une durée de 30 minutes, la seconde d'une durée de 20 minutes, se déroulant dans l'ordre de passage des demi-finales. La Suède, qualifiée d'office, aura ses répétitions les 3 et 8 mai 2016. Quant aux pays membres du Big 5, leurs répétitions auront lieu les 6, 7 et 8 mai 2016. Deux conférences de presses par participant sont également prévues : une après chaque répétition.
Les répétitions générales sont au nombre de trois par show : deux la veille et une le jour-même. La deuxième répétition générale, qui a lieu la veille du show à la même heure, est la répétition durant laquelle les jurys nationaux enregistrent leurs votes. Elle est donc d'une grande importance pour les participants.

### Première demi-finale
Cette demi-finale a lieu le mardi 10 mai 2016. La Suède, la France et l'Espagne votent et un extrait de leur chanson est diffusé lors de cette demi-finale. Les dix pays qualifiés de cette demi-finale sont : la Hongrie, la Croatie, les Pays-Bas, l'Arménie, la Russie, la Tchéquie, Chypre, l'Autriche, l'Azerbaïdjan et Malte. Cette demi-finale voit la première qualification de la Tchéquie. Elle voit également la Grèce et la Bosnie-Herzégovine échouer pour la première fois. La Croatie se qualifie pour la première fois depuis 2009.
- Qualifiés
- Dernier

| Ordre | Pays               | Artiste(s)                           | Chanson              | Langue        | Place | Points |
| ----- | ------------------ | ------------------------------------ | -------------------- | ------------- | ----- | ------ |
| 01    | Finlande           | Sandhja                              | Sing It Away         | Anglais       | 15    | 51     |
| 02    | Grèce              | Argo                                 | Utopian Land         | Grec, anglais | 16    | 44     |
| 03    | Moldavie           | Lidia Isac                           | Falling Stars        | Anglais       | 17    | 33     |
| 04    | Hongrie            | Freddie                              | Pioneer              | Anglais       | 4     | 197    |
| 05    | Croatie            | Nina Kraljić                         | Lighthouse           | Anglais       | 10    | 133    |
| 06    | Pays-Bas           | Douwe Bob                            | Slow Down            | Anglais       | 5     | 197    |
| 07    | Arménie            | Iveta Moukoutchian                   | LoveWave             | Anglais       | 2     | 243    |
| 08    | Saint-Marin        | Serhat                               | I Didn't Know        | Anglais       | 12    | 68     |
| 09    | Russie             | Sergueï Lazarev                      | You Are the Only One | Anglais       | 1     | 342    |
| 10    | Tchéquie           | Gabriela Gunčíková                   | I Stand              | Anglais       | 9     | 161    |
| 11    | Chypre             | Minus One                            | Alter Ego            | Anglais       | 8     | 164    |
| 12    | Autriche           | Zoë                                  | Loin d'ici           | Français      | 7     | 170    |
| 13    | Estonie            | Jüri Pootsmann                       | Play                 | Anglais       | 18    | 24     |
| 14    | Azerbaïdjan        | Səmra Rəhimli                        | Miracle              | Anglais       | 6     | 185    |
| 15    | Monténégro         | Highway                              | The Real Thing       | Anglais       | 13    | 60     |
| 16    | Islande            | Greta Salóme                         | Hear Them Calling    | Anglais       | 14    | 51     |
| 17    | Bosnie-Herzégovine | Dalal & Deen feat. Ana Rucner & Jala | Ljubav je            | Bosnien       | 11    | 104    |
| 18    | Malte              | Ira Losco                            | Walk On Water        | Anglais       | 3     | 209    |

### Deuxième demi-finale
Cette demi-finale a eu lieu le jeudi 12 mai 2016. L'Allemagne, le Royaume-Uni et l'Italie votent et un extrait de leur chanson est diffusé lors de cette demi-finale. Les dix pays qualifiés de cette demi-finale sont : la Lettonie, la Pologne, Israël, la Serbie, la Lituanie, l'Australie, la Bulgarie, l'Ukraine, la Géorgie et la Belgique. Cette demi-finale voit la Bulgarie réussir à se qualifier, une première depuis 2007. C'est la deuxième qualification du pays. À l'inverse, on voit la Norvège échouer, et ce pour la première fois depuis 2011.
- Qualifiés
- Dernier

| Ordre | Pays        | Artiste(s)                             | Chanson                          | Langue                   | Place | Points |
| ----- | ----------- | -------------------------------------- | -------------------------------- | ------------------------ | ----- | ------ |
| 01    | Lettonie    | Justs                                  | Heartbeat                        | Anglais                  | 8     | 132    |
| 02    | Pologne     | Michał Szpak                           | Color of Your Life               | Anglais                  | 6     | 151    |
| 03    | Suisse      | Rykka                                  | The Last of Our Kind             | Anglais                  | 18    | 28     |
| 04    | Israël      | Hovi Star                              | Made of Stars                    | Anglais                  | 7     | 147    |
| 05    | Biélorussie | Ivan                                   | Help You Fly                     | Anglais                  | 12    | 84     |
| 06    | Serbie      | Sanja Vučić ZAA                        | Goodbye (Shelter)                | Anglais                  | 10    | 105    |
| 07    | Irlande     | Nicky Byrne                            | Sunlight                         | Anglais                  | 15    | 46     |
| 08    | Macédoine   | Kaliopi                                | Dona (Дона)                      | Macédonien               | 11    | 88     |
| 09    | Lituanie    | Donny Montell                          | I've Been Waiting for This Night | Anglais                  | 4     | 222    |
| 10    | Australie   | Dami Im                                | Sound of Silence                 | Anglais                  | 1     | 330    |
| 11    | Slovénie    | ManuElla                               | Blue and Red                     | Anglais                  | 14    | 57     |
| 12    | Bulgarie    | Poli Guénova                           | If Love Was a Crime              | Anglais, bulgare         | 5     | 220    |
| 13    | Danemark    | Lighthouse X                           | Soldiers of Love                 | Anglais                  | 17    | 34     |
| 14    | Ukraine     | Jamala                                 | 1944                             | Anglais, tatar de Crimée | 2     | 287    |
| 15    | Norvège     | Agnete                                 | Icebreaker                       | Anglais                  | 13    | 63     |
| 16    | Géorgie     | Nika Kocharov & Young Georgian Lolitaz | Midnight Gold                    | Anglais                  | 9     | 123    |
| 17    | Albanie     | Eneda Tarifa                           | Fairytale                        | Anglais                  | 16    | 45     |
| 18    | Belgique    | Laura Tesoro                           | What's the Pressure              | Anglais                  | 3     | 274    |

### Finale
La finale est fixée au 14 mai 2016. Parmi les chansons qualifiées pour la finale, une seule ne contient aucune parole en anglais : celle de l'Autriche, dont la chanson est entièrement en français. Toutes les autres chansons sont soit en anglais, soit bilingues dont l'anglais. Pour la première fois depuis 1958, il n'y a qu'un seul pays nordique en finale : la Suède, pays hôte ; les autres ayant été recalés en demi-finale.
Le pays hôte, la Suède, tire au sort le numéro 9 dans l'ordre de passage pour la finale lors du Meeting des Délégations le 14 mars 2016. Les pays du Big Five procèdent, pour leur part, à un tirage au sort déterminant dans quelle partie de la finale ils concourent lors de la cérémonie d'ouverture du Concours. Enfin, pour les vingt qualifiés, une conférence de presse est organisée à la suite de chaque demi-finale durant laquelle un tirage au sort similaire a ensuite lieu,. L'ordre de passage de la finale est ainsi diffusé dans la nuit suivant la deuxième demi-finale.

#### Entracte
Au cours de la grande finale, Justin Timberlake se produit sur la scène de l'Eurovision. C'est la première fois qu'une célébrité internationale se produit sur la scène de l'Eurovision. Il interprète Rock Your Body et son nouveau titre Can't Stop the Feeling!.
Pendant la diffusion de la finale sur Logo TV aux États-Unis, la performance de Justin Timberlake est remplacée par une reprise de l'intermède des Grey People qui se sont produits lors de la première demi-finale. Dans une interview parue dans The Guardian, le superviseur exécutif Jon Ola Sand annonce que ceci est dû à un manque de droits nécessaires,.
Cette prestation est suivie par un intermède orchestré par Petra Mede et Måns Zelmerlöw, intitulé Love Love Peace Peace, tableau mettant en scène la création de la parfaite chanson pour remporter l'Eurovision. On y trouve de nombreux rappels aux anciens concours et vainqueurs, notamment le violoniste et chanteur Alexander Rybak — gagnant de l'Eurovision 2009 — et le groupe de hard-rock finlandais Lordi — gagnant de l'Eurovision 2006.
Enfin, après un sketch de Sarah Dawn Finer, Måns Zelmerlöw remonte une dernière fois sur scène comme vainqueur de l'Eurovision pour y interpréter son nouveau titre Fire In The Rain et la chanson gagnante de l'Eurovision 2015 Heroes.

#### Vote
Lors du vote des jurys, la première place est initialement disputée entre l'Australie, la Russie, les Pays-Bas, la Suède et l'Ukraine. Elle ne revient de façon définitive à l'Australie qu'après le 8e vote, le vote bosniaque. L'Ukraine obtient la deuxième place dès le 13e vote, le vote danois. Quant à la troisième place, la France ne l'obtient qu'à partir du 28e vote, le vote britannique.
La séquence de télévote amène ensuite un important suspense. En effet, l'Australie, initialement en tête, n'arrive que 4e du classement du télévote. Le nombre de points obtenus ensuite par l'Ukraine, initialement 2e, lui permet de dépasser l'Australie et de prendre la tête. La Russie, 1re du télévote mais 5e des jurys, n'obtient pas assez de points et n'arrive que 3e au classement final. Le gagnant a donc été décidé par les derniers points attribués pendant la soirée.
Les deux classements montrent de grandes différences de préférence entre le télévote et les jurys. Le plus grand écart est celui de la Pologne. Arrivée 25e au classement des jurys, le télévote la classe en 3e position, soit un écart de 22 places. Le pays se classe finalement 8e. Une autre différence notable est l'Autriche, 24e au classement des jurys mais 8e au télévote, soit 16 places de différence. Elle se classe finalement 13e. Enfin, Israël arrive 8e des jurys mais seulement 22e au télévote, soit 14 places d'écart. Le pays termine 14e,.

#### Résultats

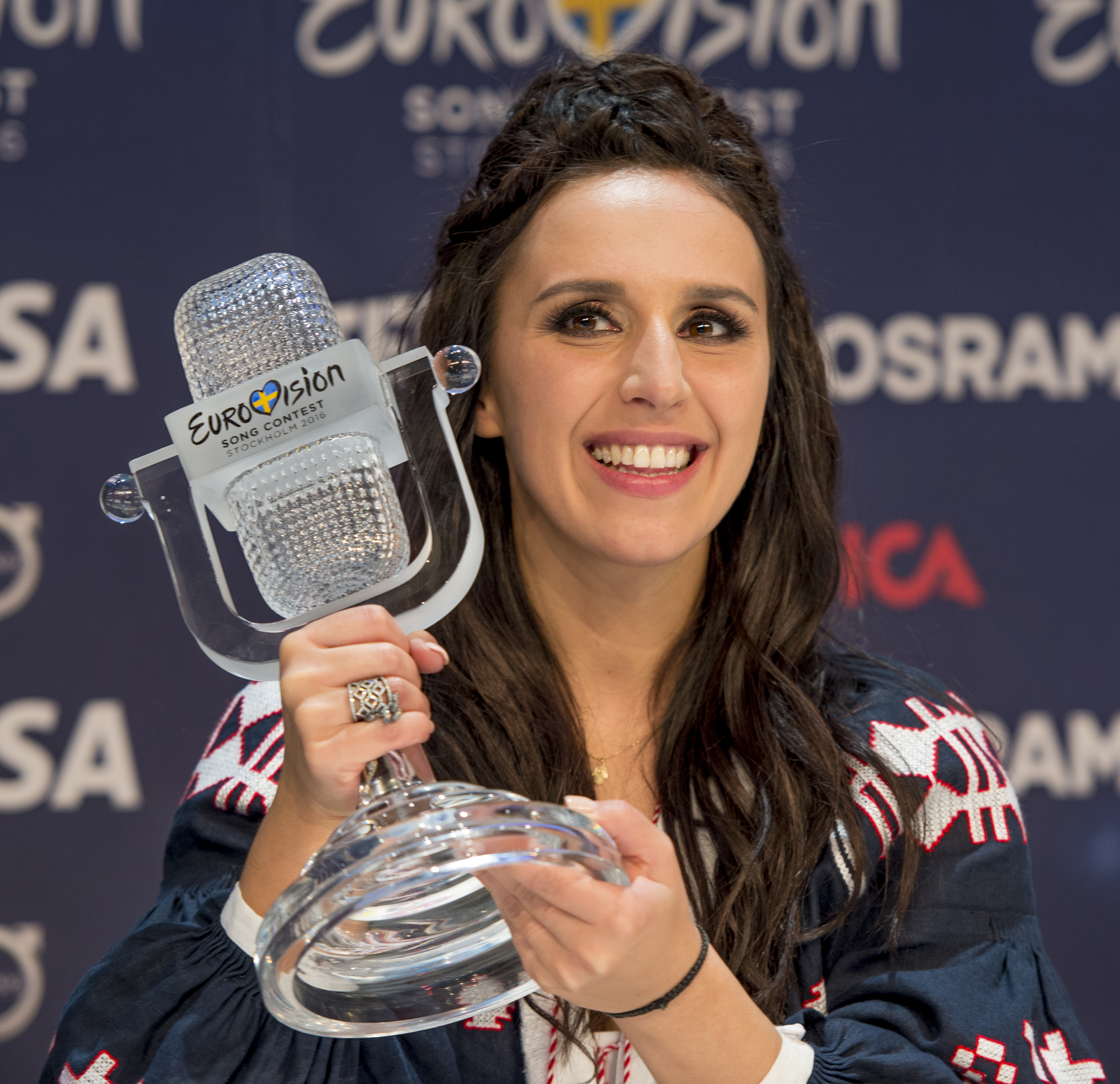
Jamala, gagnante de la, avec son trophée.

Cette édition est remportée par la chanson 1944, interprétée par la chanteuse ukrainienne Jamala, avec un total de 534 points. C'est ainsi la deuxième victoire du pays après 2004. En deuxième position vient l'Australie avec 511 points. Le podium est complété par la Russie qui obtient 491 points. L'Ukraine n'a remporté ni le vote des jurys, ni le télévote ; l'Australie ayant remporté le premier avec 320 points et la Russie le second avec 361 points. Viennent ensuite la Bulgarie en 4e position avec 307 points, obtenant ainsi son meilleur résultat ; et la Suède, pays hôte avec 261 points. Le Top 10 est complété par la France, l'Arménie, la Pologne, la Lituanie et la Belgique.
Une fois encore, seul un pays du Big Five atteint le Top 10. Il s'agit cette année de la France, arrivée  6e. C'est le premier Top 10 du pays depuis 2009 et le meilleur classement depuis 2002. L'Italie se classe en 16e place. Quant aux autres pays du Big Five, tous arrivent en fin de classement : 22e place pour l'Espagne, 24e pour le Royaume-Uni et 26e place pour l'Allemagne. Cette dernière arrive donc dernière une deuxième année d'affilée, après 2015.
- Premier
- Deuxième
- Troisième
- Dernier

| Ordre | Pays        | Artiste(s)                             | Chanson                          | Langue                   | Place | Points |
| ----- | ----------- | -------------------------------------- | -------------------------------- | ------------------------ | ----- | ------ |
| 01    | Belgique    | Laura Tesoro                           | What's the Pressure              | Anglais                  | 10    | 181    |
| 02    | Tchéquie    | Gabriela Gunčíková                     | I Stand                          | Anglais                  | 25    | 41     |
| 03    | Pays-Bas    | Douwe Bob                              | Slow Down                        | Anglais                  | 11    | 153    |
| 04    | Azerbaïdjan | Samra                                  | Miracle                          | Anglais                  | 17    | 117    |
| 05    | Hongrie     | Freddie                                | Pioneer                          | Anglais                  | 19    | 108    |
| 06    | Italie      | Francesca Michielin                    | No Degree of Separation          | Italien, anglais         | 16    | 124    |
| 07    | Israël      | Hovi Star                              | Made of Stars                    | Anglais                  | 14    | 135    |
| 08    | Bulgarie    | Poli Guénova                           | If Love Was a Crime              | Anglais, bulgare         | 4     | 307    |
| 09    | Suède H T   | Frans                                  | If I Were Sorry                  | Anglais                  | 5     | 261    |
| 10    | Allemagne   | Jamie-Lee                              | Ghost                            | Anglais                  | 26    | 11     |
| 11    | France      | Amir                                   | J'ai cherché                     | Français, anglais        | 6     | 257    |
| 12    | Pologne     | Michał Szpak                           | Color of Your Life               | Anglais                  | 8     | 229    |
| 13    | Australie   | Dami Im                                | Sound of Silence                 | Anglais                  | 2     | 511    |
| 14    | Chypre      | Minus One                              | Alter Ego                        | Anglais                  | 21    | 96     |
| 15    | Serbie      | Sanja Vučić ZAA                        | Goodbye (Shelter)                | Anglais                  | 18    | 115    |
| 16    | Lituanie    | Donny Montell                          | I've Been Waiting for This Night | Anglais                  | 9     | 200    |
| 17    | Croatie     | Nina Kraljić                           | Lighthouse                       | Anglais                  | 23    | 73     |
| 18    | Russie      | Sergueï Lazarev                        | You Are the Only One             | Anglais                  | 3     | 491    |
| 19    | Espagne     | Barei                                  | Say Yay!                         | Anglais                  | 22    | 77     |
| 20    | Lettonie    | Justs                                  | Heartbeat                        | Anglais                  | 15    | 132    |
| 21    | Ukraine     | Jamala                                 | 1944                             | Anglais, tatar de Crimée | 1     | 534    |
| 22    | Malte       | Ira Losco                              | Walk On Water                    | Anglais                  | 12    | 153    |
| 23    | Géorgie     | Nika Kocharov & Young Georgian Lolitaz | Midnight Gold                    | Anglais                  | 20    | 104    |
| 24    | Autriche    | Zoë                                    | Loin d'ici                       | Français                 | 13    | 151    |
| 25    | Royaume-Uni | Joe and Jake                           | You're Not Alone                 | Anglais                  | 24    | 62     |
| 26    | Arménie     | Iveta Moukoutchian                     | LoveWave                         | Anglais                  | 7     | 249    |

#### Conférence de presse du gagnant
Une conférence de presse a lieu après la finale. Jamala s'exprime sur sa victoire, sur sa chanson et son message, son vécu lors du Concours et sur ses plans de carrière. Marquant la clôture du Concours, la conférence se termine lorsque Jon Ola Sand, superviseur exécutif du Concours, remet à la délégation ukrainienne un premier cahier des charges pour l'accueil de l'édition suivante.

### Tableaux des votes

#### Première demi-finale
- Dix premiers par les jurys
- Dix premiers par le télévote
- Pays qualifiés
- Dernier

| Détail du vote des jurys lors de la première demi-finale  | Détail du vote des jurys lors de la première demi-finale | Détail du vote des jurys lors de la première demi-finale | Détail du vote des jurys lors de la première demi-finale | Détail du vote des jurys lors de la première demi-finale | Détail du vote des jurys lors de la première demi-finale | Détail du vote des jurys lors de la première demi-finale | Détail du vote des jurys lors de la première demi-finale | Détail du vote des jurys lors de la première demi-finale | Détail du vote des jurys lors de la première demi-finale | Détail du vote des jurys lors de la première demi-finale | Détail du vote des jurys lors de la première demi-finale | Détail du vote des jurys lors de la première demi-finale | Détail du vote des jurys lors de la première demi-finale | Détail du vote des jurys lors de la première demi-finale | Détail du vote des jurys lors de la première demi-finale | Détail du vote des jurys lors de la première demi-finale | Détail du vote des jurys lors de la première demi-finale | Détail du vote des jurys lors de la première demi-finale | Détail du vote des jurys lors de la première demi-finale | Détail du vote des jurys lors de la première demi-finale | Détail du vote des jurys lors de la première demi-finale | Détail du vote des jurys lors de la première demi-finale | Détail du vote des jurys lors de la première demi-finale |
|                                                           |                                                          | Points attribués                                         | Points attribués                                         | Points attribués                                         | Points attribués                                         | Points attribués                                         | Points attribués                                         | Points attribués                                         | Points attribués                                         | Points attribués                                         | Points attribués                                         | Points attribués                                         | Points attribués                                         | Points attribués                                         | Points attribués                                         | Points attribués                                         | Points attribués                                         | Points attribués                                         | Points attribués                                         | Points attribués                                         | Points attribués                                         | Points attribués                                         | Points attribués                                         |
| --------------------------------------------------------- | -------------------------------------------------------- | -------------------------------------------------------- | -------------------------------------------------------- | -------------------------------------------------------- | -------------------------------------------------------- | -------------------------------------------------------- | -------------------------------------------------------- | -------------------------------------------------------- | -------------------------------------------------------- | -------------------------------------------------------- | -------------------------------------------------------- | -------------------------------------------------------- | -------------------------------------------------------- | -------------------------------------------------------- | -------------------------------------------------------- | -------------------------------------------------------- | -------------------------------------------------------- | -------------------------------------------------------- | -------------------------------------------------------- | -------------------------------------------------------- | -------------------------------------------------------- | -------------------------------------------------------- | -------------------------------------------------------- |
| Drapeau de la Finlande                                    | Drapeau de la Grèce                                      | Drapeau de la Moldavie                                   | Drapeau de la Hongrie                                    | Drapeau de la Croatie                                    | Drapeau des Pays-Bas                                     | Drapeau de l'Arménie                                     | Drapeau de Saint-Marin                                   | Drapeau de la Russie                                     | Drapeau de la Tchéquie                                   | Drapeau de Chypre                                        | Drapeau de l'Autriche                                    | Drapeau de l'Estonie                                     | Drapeau de l'Azerbaïdjan                                 | Drapeau du Monténégro                                    | Drapeau de l'Islande                                     | Drapeau de la Bosnie-Herzégovine                         | Drapeau de Malte                                         | Drapeau de l'Espagne                                     | Drapeau de la France                                     | Drapeau de la Suède                                      | Total                                                    |                                                          |                                                          |
| Pays                                                      | Finlande                                                 |                                                          | –                                                        | –                                                        | 4                                                        | –                                                        | 2                                                        | 8                                                        | –                                                        | –                                                        | 7                                                        | –                                                        | 2                                                        | –                                                        | –                                                        | –                                                        | –                                                        | –                                                        | 5                                                        | 3                                                        | –                                                        | 4                                                        | 35                                                       |
| Pays                                                      | Grèce                                                    | –                                                        |                                                          | –                                                        | –                                                        | –                                                        | –                                                        | 3                                                        | –                                                        | 7                                                        | –                                                        | 3                                                        | –                                                        | –                                                        | 6                                                        | 3                                                        | –                                                        | –                                                        | –                                                        | –                                                        | –                                                        | –                                                        | 22                                                       |
| Pays                                                      | Moldavie                                                 | –                                                        | 3                                                        |                                                          | –                                                        | –                                                        | –                                                        | 6                                                        | –                                                        | 6                                                        | –                                                        | –                                                        | –                                                        | –                                                        | 5                                                        | –                                                        | –                                                        | –                                                        | 4                                                        | –                                                        | –                                                        | –                                                        | 24                                                       |
| Pays                                                      | Hongrie                                                  | –                                                        | 7                                                        | 3                                                        |                                                          | 8                                                        | 3                                                        | –                                                        | –                                                        | 4                                                        | 12                                                       | 6                                                        | –                                                        | 5                                                        | 8                                                        | 1                                                        | 2                                                        | 4                                                        | –                                                        | 10                                                       | 5                                                        | –                                                        | 78                                                       |
| Pays                                                      | Croatie                                                  | 5                                                        | –                                                        | 5                                                        | 3                                                        |                                                          | 12                                                       | 2                                                        | 1                                                        | 1                                                        | 6                                                        | 7                                                        | 7                                                        | 3                                                        | –                                                        | 7                                                        | 7                                                        | 5                                                        | –                                                        | –                                                        | 6                                                        | 3                                                        | 80                                                       |
| Pays                                                      | Pays-Bas                                                 | 12                                                       | 1                                                        | 4                                                        | 6                                                        | 2                                                        |                                                          | 4                                                        | 12                                                       | –                                                        | 10                                                       | –                                                        | 6                                                        | 12                                                       | –                                                        | 2                                                        | 12                                                       | 1                                                        | –                                                        | 4                                                        | 8                                                        | 6                                                        | 102                                                      |
| Pays                                                      | Arménie                                                  | 7                                                        | 10                                                       | 10                                                       | 5                                                        | 5                                                        | 5                                                        |                                                          | –                                                        | 12                                                       | –                                                        | 10                                                       | 5                                                        | 2                                                        | –                                                        | 12                                                       | 5                                                        | 7                                                        | 12                                                       | 12                                                       | 3                                                        | 5                                                        | 127                                                      |
| Pays                                                      | Saint-Marin                                              | –                                                        | –                                                        | –                                                        | –                                                        | –                                                        | –                                                        | –                                                        |                                                          | –                                                        | –                                                        | –                                                        | –                                                        | –                                                        | 3                                                        | –                                                        | –                                                        | 10                                                       | 6                                                        | –                                                        | –                                                        | –                                                        | 19                                                       |
| Pays                                                      | Russie                                                   | 6                                                        | 12                                                       | 12                                                       | 10                                                       | 6                                                        | 1                                                        | 7                                                        | 3                                                        |                                                          | –                                                        | 12                                                       | 8                                                        | 1                                                        | 12                                                       | 8                                                        | 10                                                       | 8                                                        | 10                                                       | 8                                                        | 2                                                        | 12                                                       | 148                                                      |
| Pays                                                      | Rép. tchèque                                             | 10                                                       | –                                                        | 8                                                        | 8                                                        | 12                                                       | 4                                                        | 5                                                        | 4                                                        | 5                                                        |                                                          | 5                                                        | 10                                                       | 6                                                        | 2                                                        | 4                                                        | 8                                                        | 12                                                       | 3                                                        | 6                                                        | 1                                                        | 7                                                        | 120                                                      |
| Pays                                                      | Chypre                                                   | –                                                        | 8                                                        | 7                                                        | 2                                                        | 10                                                       | 10                                                       | –                                                        | 8                                                        | –                                                        | 1                                                        |                                                          | –                                                        | 10                                                       | –                                                        | –                                                        | 1                                                        | –                                                        | 8                                                        | 1                                                        | 4                                                        | 1                                                        | 71                                                       |
| Pays                                                      | Autriche                                                 | 3                                                        | 2                                                        | –                                                        | –                                                        | –                                                        | 6                                                        | –                                                        | –                                                        | –                                                        | 5                                                        | 2                                                        |                                                          | –                                                        | –                                                        | –                                                        | 4                                                        | –                                                        | 1                                                        | –                                                        | 12                                                       | 2                                                        | 37                                                       |
| Pays                                                      | Estonie                                                  | 1                                                        | –                                                        | 2                                                        | –                                                        | –                                                        | –                                                        | –                                                        | –                                                        | 2                                                        | –                                                        | –                                                        | 1                                                        |                                                          | 1                                                        | –                                                        | –                                                        | –                                                        | 2                                                        | –                                                        | –                                                        | –                                                        | 9                                                        |
| Pays                                                      | Azerbaïdjan                                              | 2                                                        | 5                                                        | –                                                        | 7                                                        | 3                                                        | 7                                                        | –                                                        | 6                                                        | 10                                                       | 3                                                        | 4                                                        | 4                                                        | 7                                                        |                                                          | 5                                                        | 3                                                        | 6                                                        | –                                                        | 5                                                        | 7                                                        | 8                                                        | 92                                                       |
| Pays                                                      | Monténégro                                               | –                                                        | 6                                                        | –                                                        | –                                                        | –                                                        | –                                                        | 10                                                       | 10                                                       | 3                                                        | –                                                        | –                                                        | –                                                        | –                                                        | 7                                                        |                                                          | –                                                        | 3                                                        | 7                                                        | –                                                        | –                                                        | –                                                        | 46                                                       |
| Pays                                                      | Islande                                                  | 4                                                        | –                                                        | –                                                        | 1                                                        | 1                                                        | –                                                        | –                                                        | 7                                                        | –                                                        | 4                                                        | 1                                                        | 3                                                        | 4                                                        | –                                                        | –                                                        |                                                          | –                                                        | –                                                        | 2                                                        | –                                                        | –                                                        | 27                                                       |
| Pays                                                      | Bosnie-H.                                                | –                                                        | –                                                        | 1                                                        | –                                                        | 4                                                        | –                                                        | 1                                                        | 2                                                        | –                                                        | 2                                                        | –                                                        | –                                                        | –                                                        | 10                                                       | 6                                                        | –                                                        |                                                          | –                                                        | –                                                        | –                                                        | –                                                        | 26                                                       |
| Pays                                                      | Malte                                                    | 8                                                        | 4                                                        | 6                                                        | 12                                                       | 7                                                        | 8                                                        | 12                                                       | 5                                                        | 8                                                        | 8                                                        | 8                                                        | 12                                                       | 8                                                        | 4                                                        | 10                                                       | 6                                                        | 2                                                        |                                                          | 7                                                        | 10                                                       | 10                                                       | 155                                                      |
| Le tableau suit l'ordre de passage des pays participants. |                                                          |                                                          |                                                          |                                                          |                                                          |                                                          |                                                          |                                                          |                                                          |                                                          |                                                          |                                                          |                                                          |                                                          |                                                          |                                                          |                                                          |                                                          |                                                          |                                                          |                                                          |                                                          |                                                          |

| Détail du télévote lors de la première demi-finale        | Détail du télévote lors de la première demi-finale | Détail du télévote lors de la première demi-finale | Détail du télévote lors de la première demi-finale | Détail du télévote lors de la première demi-finale | Détail du télévote lors de la première demi-finale | Détail du télévote lors de la première demi-finale | Détail du télévote lors de la première demi-finale | Détail du télévote lors de la première demi-finale | Détail du télévote lors de la première demi-finale | Détail du télévote lors de la première demi-finale | Détail du télévote lors de la première demi-finale | Détail du télévote lors de la première demi-finale | Détail du télévote lors de la première demi-finale | Détail du télévote lors de la première demi-finale | Détail du télévote lors de la première demi-finale | Détail du télévote lors de la première demi-finale | Détail du télévote lors de la première demi-finale | Détail du télévote lors de la première demi-finale | Détail du télévote lors de la première demi-finale | Détail du télévote lors de la première demi-finale | Détail du télévote lors de la première demi-finale | Détail du télévote lors de la première demi-finale | Détail du télévote lors de la première demi-finale |
|                                                           |                                                    | Points attribués                                   | Points attribués                                   | Points attribués                                   | Points attribués                                   | Points attribués                                   | Points attribués                                   | Points attribués                                   | Points attribués                                   | Points attribués                                   | Points attribués                                   | Points attribués                                   | Points attribués                                   | Points attribués                                   | Points attribués                                   | Points attribués                                   | Points attribués                                   | Points attribués                                   | Points attribués                                   | Points attribués                                   | Points attribués                                   | Points attribués                                   | Points attribués                                   |
| --------------------------------------------------------- | -------------------------------------------------- | -------------------------------------------------- | -------------------------------------------------- | -------------------------------------------------- | -------------------------------------------------- | -------------------------------------------------- | -------------------------------------------------- | -------------------------------------------------- | -------------------------------------------------- | -------------------------------------------------- | -------------------------------------------------- | -------------------------------------------------- | -------------------------------------------------- | -------------------------------------------------- | -------------------------------------------------- | -------------------------------------------------- | -------------------------------------------------- | -------------------------------------------------- | -------------------------------------------------- | -------------------------------------------------- | -------------------------------------------------- | -------------------------------------------------- | -------------------------------------------------- |
| Drapeau de la Finlande                                    | Drapeau de la Grèce                                | Drapeau de la Moldavie                             | Drapeau de la Hongrie                              | Drapeau de la Croatie                              | Drapeau des Pays-Bas                               | Drapeau de l'Arménie                               | Drapeau de Saint-Marin                             | Drapeau de la Russie                               | Drapeau de la Tchéquie                             | Drapeau de Chypre                                  | Drapeau de l'Autriche                              | Drapeau de l'Estonie                               | Drapeau de l'Azerbaïdjan                           | Drapeau du Monténégro                              | Drapeau de l'Islande                               | Drapeau de la Bosnie-Herzégovine                   | Drapeau de Malte                                   | Drapeau de l'Espagne                               | Drapeau de la France                               | Drapeau de la Suède                                | Total                                              |                                                    |                                                    |
| Pays                                                      | Finlande                                           |                                                    | –                                                  | –                                                  | 1                                                  | –                                                  | –                                                  | –                                                  | –                                                  | –                                                  | –                                                  | –                                                  | –                                                  | 7                                                  | –                                                  | –                                                  | 2                                                  | –                                                  | –                                                  | –                                                  | –                                                  | 6                                                  | 16                                                 |
| Pays                                                      | Grèce                                              | –                                                  |                                                    | –                                                  | –                                                  | –                                                  | –                                                  | 7                                                  | –                                                  | 3                                                  | –                                                  | 12                                                 | –                                                  | –                                                  | –                                                  | –                                                  | –                                                  | –                                                  | –                                                  | –                                                  | –                                                  | –                                                  | 22                                                 |
| Pays                                                      | Moldavie                                           | –                                                  | –                                                  |                                                    | –                                                  | –                                                  | –                                                  | –                                                  | –                                                  | 5                                                  | –                                                  | 2                                                  | –                                                  | –                                                  | –                                                  | –                                                  | –                                                  | –                                                  | –                                                  | –                                                  | 2                                                  | –                                                  | 9                                                  |
| Pays                                                      | Hongrie                                            | 4                                                  | 7                                                  | 6                                                  |                                                    | 8                                                  | 6                                                  | 6                                                  | 7                                                  | 6                                                  | 6                                                  | 6                                                  | 8                                                  | 5                                                  | 7                                                  | 6                                                  | 6                                                  | 1                                                  | 8                                                  | 5                                                  | 7                                                  | 4                                                  | 119                                                |
| Pays                                                      | Croatie                                            | 2                                                  | 4                                                  | 2                                                  | –                                                  |                                                    | 5                                                  | 3                                                  | –                                                  | 4                                                  | 2                                                  | 1                                                  | 6                                                  | –                                                  | –                                                  | 8                                                  | –                                                  | 12                                                 | –                                                  | 2                                                  | 1                                                  | 1                                                  | 53                                                 |
| Pays                                                      | Pays-Bas                                           | 6                                                  | 2                                                  | –                                                  | 6                                                  | 5                                                  |                                                    | 4                                                  | 6                                                  | –                                                  | 3                                                  | 4                                                  | 10                                                 | 8                                                  | 4                                                  | –                                                  | 10                                                 | –                                                  | 7                                                  | 6                                                  | 4                                                  | 10                                                 | 95                                                 |
| Pays                                                      | Arménie                                            | 1                                                  | 8                                                  | 8                                                  | 2                                                  | 3                                                  | 12                                                 |                                                    | 8                                                  | 12                                                 | 12                                                 | 7                                                  | 4                                                  | 1                                                  | –                                                  | 3                                                  | 3                                                  | 3                                                  | 4                                                  | 10                                                 | 12                                                 | 3                                                  | 116                                                |
| Pays                                                      | Saint-Marin                                        | 3                                                  | 6                                                  | 4                                                  | 5                                                  | –                                                  | 4                                                  | –                                                  |                                                    | –                                                  | –                                                  | –                                                  | 5                                                  | 4                                                  | 10                                                 | 2                                                  | 1                                                  | –                                                  | 5                                                  | –                                                  | –                                                  | –                                                  | 49                                                 |
| Pays                                                      | Russie                                             | 8                                                  | 10                                                 | 10                                                 | 10                                                 | 10                                                 | 8                                                  | 12                                                 | 12                                                 |                                                    | 8                                                  | 10                                                 | 7                                                  | 12                                                 | 12                                                 | 10                                                 | 12                                                 | 7                                                  | 12                                                 | 8                                                  | 8                                                  | 8                                                  | 194                                                |
| Pays                                                      | Rép. tchèque                                       | –                                                  | 3                                                  | 3                                                  | 3                                                  | 4                                                  | 2                                                  | 2                                                  | 2                                                  | 1                                                  |                                                    | –                                                  | 1                                                  | –                                                  | 3                                                  | 1                                                  | –                                                  | 4                                                  | 2                                                  | 7                                                  | 3                                                  | –                                                  | 41                                                 |
| Pays                                                      | Chypre                                             | 7                                                  | 12                                                 | –                                                  | 7                                                  | 2                                                  | 3                                                  | 8                                                  | 5                                                  | 8                                                  | 4                                                  |                                                    | 2                                                  | 6                                                  | 1                                                  | 5                                                  | 5                                                  | 2                                                  | 6                                                  | 3                                                  | 5                                                  | 2                                                  | 93                                                 |
| Pays                                                      | Autriche                                           | 10                                                 | 5                                                  | 7                                                  | 8                                                  | 7                                                  | 10                                                 | 5                                                  | 3                                                  | 10                                                 | 5                                                  | 3                                                  |                                                    | 10                                                 | 6                                                  | –                                                  | 8                                                  | 6                                                  | 1                                                  | 12                                                 | 10                                                 | 7                                                  | 133                                                |
| Pays                                                      | Estonie                                            | 12                                                 | –                                                  | 1                                                  | –                                                  | –                                                  | –                                                  | –                                                  | –                                                  | –                                                  | –                                                  | –                                                  | –                                                  |                                                    | 2                                                  | –                                                  | –                                                  | –                                                  | –                                                  | –                                                  | –                                                  | –                                                  | 15                                                 |
| Pays                                                      | Azerbaïdjan                                        | –                                                  | –                                                  | 12                                                 | 12                                                 | –                                                  | –                                                  | –                                                  | 10                                                 | 7                                                  | 10                                                 | 8                                                  | –                                                  | –                                                  |                                                    | 7                                                  | 7                                                  | 10                                                 | 10                                                 | –                                                  | –                                                  | –                                                  | 93                                                 |
| Pays                                                      | Monténégro                                         | –                                                  | –                                                  | –                                                  | –                                                  | 6                                                  | –                                                  | –                                                  | –                                                  | –                                                  | –                                                  | –                                                  | –                                                  | –                                                  | –                                                  |                                                    | –                                                  | 8                                                  | –                                                  | –                                                  | –                                                  | –                                                  | 14                                                 |
| Pays                                                      | Islande                                            | 5                                                  | –                                                  | –                                                  | –                                                  | –                                                  | –                                                  | –                                                  | 1                                                  | –                                                  | –                                                  | –                                                  | 3                                                  | 3                                                  | –                                                  | –                                                  |                                                    | –                                                  | 3                                                  | 4                                                  | –                                                  | 5                                                  | 24                                                 |
| Pays                                                      | Bosnie-H.                                          | –                                                  | –                                                  | –                                                  | –                                                  | 12                                                 | 7                                                  | 1                                                  | 4                                                  | –                                                  | 7                                                  | –                                                  | 12                                                 | –                                                  | 5                                                  | 12                                                 | –                                                  |                                                    | –                                                  | –                                                  | 6                                                  | 12                                                 | 78                                                 |
| Pays                                                      | Malte                                              | –                                                  | 1                                                  | 5                                                  | 4                                                  | 1                                                  | 1                                                  | 10                                                 | –                                                  | 2                                                  | 1                                                  | 5                                                  | –                                                  | 2                                                  | 8                                                  | 4                                                  | 4                                                  | 5                                                  |                                                    | 1                                                  | –                                                  | –                                                  | 54                                                 |
| Le tableau suit l'ordre de passage des pays participants. |                                                    |                                                    |                                                    |                                                    |                                                    |                                                    |                                                    |                                                    |                                                    |                                                    |                                                    |                                                    |                                                    |                                                    |                                                    |                                                    |                                                    |                                                    |                                                    |                                                    |                                                    |                                                    |                                                    |

| Première demi-finale                                      | Jurys | Jurys  | Télévote | Télévote | Total | Total  |
| Première demi-finale                                      | Place | Points | Place    | Points   | Place | Points |
| --------------------------------------------------------- | ----- | ------ | -------- | -------- | ----- | ------ |
| Finlande                                                  | 12e   | 35     | 15e      | 16       | 15e   | 51     |
| Grèce                                                     | 16e   | 22     | 14e      | 22       | 16e   | 44     |
| Moldavie                                                  | 15e   | 24     | 18e      | 9        | 17e   | 33     |
| Hongrie                                                   | 8e    | 78     | 3e       | 119      | 4e    | 197    |
| Croatie                                                   | 7e    | 80     | 10e      | 53       | 10e   | 133    |
| Pays-Bas                                                  | 5e    | 102    | 5e       | 95       | 5e    | 197    |
| Arménie                                                   | 3e    | 127    | 4e       | 116      | 2e    | 243    |
| Saint-Marin                                               | 17e   | 19     | 11e      | 49       | 12e   | 68     |
| Russie                                                    | 2e    | 148    | 1re      | 194      | 1re   | 342    |
| Tchéquie                                                  | 4e    | 120    | 12e      | 41       | 9e    | 161    |
| Chypre                                                    | 9e    | 71     | 6e       | 93       | 8e    | 164    |
| Autriche                                                  | 11e   | 37     | 2e       | 133      | 7e    | 170    |
| Estonie                                                   | 18e   | 9      | 16e      | 15       | 18e   | 24     |
| Azerbaïdjan                                               | 6e    | 92     | 7e       | 93       | 6e    | 185    |
| Monténégro                                                | 10e   | 46     | 17e      | 14       | 13e   | 60     |
| Islande                                                   | 13e   | 27     | 13e      | 24       | 14e   | 51     |
| Bosnie-Herzégovine                                        | 14e   | 26     | 8e       | 78       | 11e   | 104    |
| Malte                                                     | 1re   | 155    | 9e       | 54       | 3e    | 209    |
| Le tableau suit l'ordre de passage des pays participants. |       |        |          |          |       |        |

#### Deuxième demi-finale
- Dix premiers par les jurys
- Dix premiers par le télévote
- Pays qualifiés
- Dernier

| Détail du vote des jurys lors de la deuxième demi-finale  | Détail du vote des jurys lors de la deuxième demi-finale | Détail du vote des jurys lors de la deuxième demi-finale | Détail du vote des jurys lors de la deuxième demi-finale | Détail du vote des jurys lors de la deuxième demi-finale | Détail du vote des jurys lors de la deuxième demi-finale | Détail du vote des jurys lors de la deuxième demi-finale | Détail du vote des jurys lors de la deuxième demi-finale | Détail du vote des jurys lors de la deuxième demi-finale | Détail du vote des jurys lors de la deuxième demi-finale | Détail du vote des jurys lors de la deuxième demi-finale | Détail du vote des jurys lors de la deuxième demi-finale | Détail du vote des jurys lors de la deuxième demi-finale | Détail du vote des jurys lors de la deuxième demi-finale | Détail du vote des jurys lors de la deuxième demi-finale | Détail du vote des jurys lors de la deuxième demi-finale | Détail du vote des jurys lors de la deuxième demi-finale | Détail du vote des jurys lors de la deuxième demi-finale | Détail du vote des jurys lors de la deuxième demi-finale | Détail du vote des jurys lors de la deuxième demi-finale | Détail du vote des jurys lors de la deuxième demi-finale | Détail du vote des jurys lors de la deuxième demi-finale | Détail du vote des jurys lors de la deuxième demi-finale | Détail du vote des jurys lors de la deuxième demi-finale |
|                                                           |                                                          | Points attribués                                         | Points attribués                                         | Points attribués                                         | Points attribués                                         | Points attribués                                         | Points attribués                                         | Points attribués                                         | Points attribués                                         | Points attribués                                         | Points attribués                                         | Points attribués                                         | Points attribués                                         | Points attribués                                         | Points attribués                                         | Points attribués                                         | Points attribués                                         | Points attribués                                         | Points attribués                                         | Points attribués                                         | Points attribués                                         | Points attribués                                         | Points attribués                                         |
| --------------------------------------------------------- | -------------------------------------------------------- | -------------------------------------------------------- | -------------------------------------------------------- | -------------------------------------------------------- | -------------------------------------------------------- | -------------------------------------------------------- | -------------------------------------------------------- | -------------------------------------------------------- | -------------------------------------------------------- | -------------------------------------------------------- | -------------------------------------------------------- | -------------------------------------------------------- | -------------------------------------------------------- | -------------------------------------------------------- | -------------------------------------------------------- | -------------------------------------------------------- | -------------------------------------------------------- | -------------------------------------------------------- | -------------------------------------------------------- | -------------------------------------------------------- | -------------------------------------------------------- | -------------------------------------------------------- | -------------------------------------------------------- |
| Drapeau de la Lettonie                                    | Drapeau de la Pologne                                    | Drapeau de la Suisse                                     | Drapeau d’Israël                                         | Drapeau de la Biélorussie                                | Drapeau de la Serbie                                     | Drapeau de l'Irlande                                     | Drapeau de la Macédoine                                  | Drapeau de la Lituanie                                   | Drapeau de l'Australie                                   | Drapeau de la Slovénie                                   | Drapeau de la Bulgarie                                   | Drapeau du Danemark                                      | Drapeau de l'Ukraine                                     | Drapeau de la Norvège                                    | Drapeau de la Géorgie                                    | Drapeau de l'Albanie                                     | Drapeau de la Belgique                                   | Drapeau de l'Allemagne                                   | Drapeau de l'Italie                                      | Drapeau du Royaume-Uni                                   | Total                                                    |                                                          |                                                          |
| Pays                                                      | Lettonie                                                 |                                                          | 6                                                        | 6                                                        | 7                                                        | –                                                        | –                                                        | 4                                                        | 2                                                        | 7                                                        | –                                                        | 10                                                       | –                                                        | 3                                                        | 6                                                        | 2                                                        | 5                                                        | 1                                                        | –                                                        | 5                                                        | –                                                        | –                                                        | 64                                                       |
| Pays                                                      | Pologne                                                  | –                                                        |                                                          | –                                                        | –                                                        | –                                                        | 1                                                        | –                                                        | –                                                        | 3                                                        | –                                                        | 3                                                        | –                                                        | –                                                        | 1                                                        | 4                                                        | 3                                                        | 2                                                        | –                                                        | –                                                        | 3                                                        | –                                                        | 20                                                       |
| Pays                                                      | Suisse                                                   | –                                                        | –                                                        |                                                          | 1                                                        | –                                                        | –                                                        | 5                                                        | –                                                        | –                                                        | 1                                                        | 7                                                        | –                                                        | 2                                                        | –                                                        | –                                                        | 7                                                        | –                                                        | 1                                                        | 1                                                        | –                                                        | –                                                        | 25                                                       |
| Pays                                                      | Israël                                                   | 2                                                        | 8                                                        | 10                                                       |                                                          | 1                                                        | 7                                                        | 7                                                        | 6                                                        | 6                                                        | 10                                                       | 4                                                        | 5                                                        | 5                                                        | 7                                                        | 5                                                        | 6                                                        | 4                                                        | 10                                                       | 12                                                       | 8                                                        | 4                                                        | 127                                                      |
| Pays                                                      | Biélorussie                                              | 1                                                        | 4                                                        | 1                                                        | –                                                        |                                                          | –                                                        | 2                                                        | –                                                        | –                                                        | 6                                                        | 2                                                        | 6                                                        | –                                                        | 5                                                        | –                                                        | –                                                        | –                                                        | –                                                        | 2                                                        | –                                                        | 3                                                        | 32                                                       |
| Pays                                                      | Serbie                                                   | 5                                                        | 1                                                        | 3                                                        | –                                                        | 5                                                        |                                                          | –                                                        | 12                                                       | –                                                        | 3                                                        | –                                                        | 8                                                        | –                                                        | 3                                                        | –                                                        | –                                                        | 8                                                        | 2                                                        | –                                                        | 5                                                        | –                                                        | 55                                                       |
| Pays                                                      | Irlande                                                  | –                                                        | –                                                        | –                                                        | 2                                                        | –                                                        | –                                                        |                                                          | –                                                        | –                                                        | –                                                        | –                                                        | –                                                        | 4                                                        | 2                                                        | 3                                                        | –                                                        | –                                                        | –                                                        | –                                                        | 2                                                        | 2                                                        | 15                                                       |
| Pays                                                      | Macédoine                                                | –                                                        | –                                                        | –                                                        | 8                                                        | –                                                        | 12                                                       | –                                                        |                                                          | –                                                        | 2                                                        | –                                                        | –                                                        | –                                                        | –                                                        | –                                                        | –                                                        | 12                                                       | –                                                        | –                                                        | –                                                        | –                                                        | 34                                                       |
| Pays                                                      | Lituanie                                                 | 12                                                       | 3                                                        | 8                                                        | 4                                                        | 10                                                       | 5                                                        | 3                                                        | 5                                                        |                                                          | 7                                                        | 1                                                        | 3                                                        | 10                                                       | 8                                                        | 8                                                        | 2                                                        | –                                                        | 3                                                        | 3                                                        | 1                                                        | 8                                                        | 104                                                      |
| Pays                                                      | Australie                                                | 8                                                        | 10                                                       | 12                                                       | 12                                                       | 8                                                        | 4                                                        | 6                                                        | 4                                                        | 12                                                       |                                                          | 5                                                        | 12                                                       | 12                                                       | 12                                                       | 12                                                       | 8                                                        | 10                                                       | 12                                                       | 7                                                        | 12                                                       | 10                                                       | 188                                                      |
| Pays                                                      | Slovénie                                                 | 3                                                        | –                                                        | –                                                        | –                                                        | –                                                        | 6                                                        | 8                                                        | 7                                                        | 1                                                        | 4                                                        |                                                          | 1                                                        | –                                                        | –                                                        | –                                                        | –                                                        | 6                                                        | 7                                                        | –                                                        | 6                                                        | –                                                        | 49                                                       |
| Pays                                                      | Bulgarie                                                 | 7                                                        | 5                                                        | 4                                                        | 3                                                        | 4                                                        | 2                                                        | 10                                                       | 8                                                        | 2                                                        | 8                                                        | 6                                                        |                                                          | 7                                                        | –                                                        | 10                                                       | –                                                        | 7                                                        | 6                                                        | 4                                                        | –                                                        | 5                                                        | 98                                                       |
| Pays                                                      | Danemark                                                 | –                                                        | –                                                        | –                                                        | –                                                        | 3                                                        | –                                                        | –                                                        | –                                                        | –                                                        | –                                                        | –                                                        | –                                                        |                                                          | –                                                        | –                                                        | 4                                                        | 3                                                        | –                                                        | –                                                        | –                                                        | –                                                        | 10                                                       |
| Pays                                                      | Ukraine                                                  | 10                                                       | 12                                                       | 5                                                        | 10                                                       | 7                                                        | 10                                                       | –                                                        | 10                                                       | 8                                                        | –                                                        | 8                                                        | 4                                                        | 1                                                        |                                                          | 6                                                        | 12                                                       | 5                                                        | 5                                                        | 6                                                        | 10                                                       | 6                                                        | 135                                                      |
| Pays                                                      | Norvège                                                  | –                                                        | –                                                        | 2                                                        | –                                                        | 6                                                        | –                                                        | –                                                        | –                                                        | 4                                                        | 5                                                        | –                                                        | –                                                        | 6                                                        | –                                                        |                                                          | 1                                                        | –                                                        | 4                                                        | –                                                        | –                                                        | 1                                                        | 29                                                       |
| Pays                                                      | Géorgie                                                  | 6                                                        | 7                                                        | –                                                        | 5                                                        | 2                                                        | 3                                                        | 1                                                        | 1                                                        | 10                                                       | –                                                        | –                                                        | 7                                                        | –                                                        | 4                                                        | 1                                                        |                                                          | –                                                        | 8                                                        | 10                                                       | 7                                                        | 12                                                       | 84                                                       |
| Pays                                                      | Albanie                                                  | –                                                        | –                                                        | –                                                        | –                                                        | –                                                        | 8                                                        | –                                                        | –                                                        | –                                                        | –                                                        | –                                                        | 2                                                        | –                                                        | –                                                        | –                                                        | –                                                        |                                                          | –                                                        | –                                                        | –                                                        | –                                                        | 10                                                       |
| Pays                                                      | Belgique                                                 | 4                                                        | 2                                                        | 7                                                        | 6                                                        | 12                                                       | –                                                        | 12                                                       | 3                                                        | 5                                                        | 12                                                       | 12                                                       | 10                                                       | 8                                                        | 10                                                       | 7                                                        | 10                                                       | –                                                        |                                                          | 8                                                        | 4                                                        | 7                                                        | 139                                                      |
| Le tableau suit l'ordre de passage des pays participants. |                                                          |                                                          |                                                          |                                                          |                                                          |                                                          |                                                          |                                                          |                                                          |                                                          |                                                          |                                                          |                                                          |                                                          |                                                          |                                                          |                                                          |                                                          |                                                          |                                                          |                                                          |                                                          |                                                          |

| Détail du télévote lors de la deuxième demi–finale        | Détail du télévote lors de la deuxième demi–finale | Détail du télévote lors de la deuxième demi–finale | Détail du télévote lors de la deuxième demi–finale | Détail du télévote lors de la deuxième demi–finale | Détail du télévote lors de la deuxième demi–finale | Détail du télévote lors de la deuxième demi–finale | Détail du télévote lors de la deuxième demi–finale | Détail du télévote lors de la deuxième demi–finale | Détail du télévote lors de la deuxième demi–finale | Détail du télévote lors de la deuxième demi–finale | Détail du télévote lors de la deuxième demi–finale | Détail du télévote lors de la deuxième demi–finale | Détail du télévote lors de la deuxième demi–finale | Détail du télévote lors de la deuxième demi–finale | Détail du télévote lors de la deuxième demi–finale | Détail du télévote lors de la deuxième demi–finale | Détail du télévote lors de la deuxième demi–finale | Détail du télévote lors de la deuxième demi–finale | Détail du télévote lors de la deuxième demi–finale | Détail du télévote lors de la deuxième demi–finale | Détail du télévote lors de la deuxième demi–finale | Détail du télévote lors de la deuxième demi–finale | Détail du télévote lors de la deuxième demi–finale |
|                                                           |                                                    | Points attribués                                   | Points attribués                                   | Points attribués                                   | Points attribués                                   | Points attribués                                   | Points attribués                                   | Points attribués                                   | Points attribués                                   | Points attribués                                   | Points attribués                                   | Points attribués                                   | Points attribués                                   | Points attribués                                   | Points attribués                                   | Points attribués                                   | Points attribués                                   | Points attribués                                   | Points attribués                                   | Points attribués                                   | Points attribués                                   | Points attribués                                   | Points attribués                                   |
| --------------------------------------------------------- | -------------------------------------------------- | -------------------------------------------------- | -------------------------------------------------- | -------------------------------------------------- | -------------------------------------------------- | -------------------------------------------------- | -------------------------------------------------- | -------------------------------------------------- | -------------------------------------------------- | -------------------------------------------------- | -------------------------------------------------- | -------------------------------------------------- | -------------------------------------------------- | -------------------------------------------------- | -------------------------------------------------- | -------------------------------------------------- | -------------------------------------------------- | -------------------------------------------------- | -------------------------------------------------- | -------------------------------------------------- | -------------------------------------------------- | -------------------------------------------------- | -------------------------------------------------- |
| Drapeau de la Lettonie                                    | Drapeau de la Pologne                              | Drapeau de la Suisse                               | Drapeau d’Israël                                   | Drapeau de la Biélorussie                          | Drapeau de la Serbie                               | Drapeau de l'Irlande                               | Drapeau de la Macédoine                            | Drapeau de la Lituanie                             | Drapeau de l'Australie                             | Drapeau de la Slovénie                             | Drapeau de la Bulgarie                             | Drapeau du Danemark                                | Drapeau de l'Ukraine                               | Drapeau de la Norvège                              | Drapeau de la Géorgie                              | Drapeau de l'Albanie                               | Drapeau de la Belgique                             | Drapeau de l'Allemagne                             | Drapeau de l'Italie                                | Drapeau du Royaume-Uni                             | Total                                              |                                                    |                                                    |
| Pays                                                      | Lettonie                                           |                                                    | 5                                                  | –                                                  | –                                                  | 5                                                  | –                                                  | 7                                                  | 7                                                  | 12                                                 | 5                                                  | –                                                  | –                                                  | 2                                                  | 3                                                  | 3                                                  | 8                                                  | –                                                  | 3                                                  | 3                                                  | –                                                  | 5                                                  | 68                                                 |
| Pays                                                      | Pologne                                            | 4                                                  |                                                    | 7                                                  | 6                                                  | 6                                                  | 1                                                  | 10                                                 | 1                                                  | 7                                                  | –                                                  | 4                                                  | 6                                                  | 6                                                  | 12                                                 | 10                                                 | 7                                                  | –                                                  | 12                                                 | 12                                                 | 10                                                 | 10                                                 | 131                                                |
| Pays                                                      | Suisse                                             | –                                                  | –                                                  |                                                    | –                                                  | –                                                  | –                                                  | –                                                  | –                                                  | –                                                  | –                                                  | –                                                  | –                                                  | –                                                  | –                                                  | –                                                  | –                                                  | 3                                                  | –                                                  | –                                                  | –                                                  | –                                                  | 3                                                  |
| Pays                                                      | Israël                                             | –                                                  | –                                                  | –                                                  |                                                    | 1                                                  | –                                                  | 2                                                  | –                                                  | –                                                  | 6                                                  | –                                                  | 2                                                  | –                                                  | 2                                                  | 1                                                  | 1                                                  | –                                                  | 1                                                  | 2                                                  | –                                                  | 2                                                  | 20                                                 |
| Pays                                                      | Biélorussie                                        | 7                                                  | 8                                                  | –                                                  | 3                                                  |                                                    | 5                                                  | 1                                                  | –                                                  | 6                                                  | –                                                  | –                                                  | 4                                                  | 1                                                  | 10                                                 | –                                                  | 6                                                  | –                                                  | –                                                  | –                                                  | 1                                                  | –                                                  | 52                                                 |
| Pays                                                      | Serbie                                             | –                                                  | –                                                  | 12                                                 | –                                                  | –                                                  |                                                    | –                                                  | 10                                                 | –                                                  | 2                                                  | 12                                                 | 5                                                  | –                                                  | –                                                  | –                                                  | 2                                                  | –                                                  | –                                                  | 1                                                  | 6                                                  | –                                                  | 50                                                 |
| Pays                                                      | Irlande                                            | 1                                                  | 2                                                  | 2                                                  | 1                                                  | –                                                  | –                                                  |                                                    | –                                                  | 1                                                  | 7                                                  | –                                                  | –                                                  | 4                                                  | –                                                  | 2                                                  | –                                                  | –                                                  | 4                                                  | –                                                  | –                                                  | 7                                                  | 31                                                 |
| Pays                                                      | Macédoine                                          | –                                                  | –                                                  | 4                                                  | 2                                                  | –                                                  | 12                                                 | –                                                  |                                                    | –                                                  | 4                                                  | 10                                                 | 8                                                  | –                                                  | –                                                  | –                                                  | –                                                  | 12                                                 | –                                                  | –                                                  | 2                                                  | –                                                  | 54                                                 |
| Pays                                                      | Lituanie                                           | 10                                                 | 3                                                  | –                                                  | 5                                                  | 10                                                 | –                                                  | 12                                                 | –                                                  |                                                    | 8                                                  | –                                                  | 3                                                  | 7                                                  | 6                                                  | 12                                                 | 10                                                 | 4                                                  | 8                                                  | 4                                                  | 4                                                  | 12                                                 | 118                                                |
| Pays                                                      | Australie                                          | 8                                                  | 10                                                 | 6                                                  | 12                                                 | 7                                                  | 7                                                  | 8                                                  | 4                                                  | 5                                                  |                                                    | 6                                                  | 7                                                  | 8                                                  | 7                                                  | 8                                                  | 4                                                  | 6                                                  | 10                                                 | 10                                                 | 3                                                  | 6                                                  | 142                                                |
| Pays                                                      | Slovénie                                           | –                                                  | –                                                  | –                                                  | –                                                  | –                                                  | 4                                                  | –                                                  | 3                                                  | –                                                  | –                                                  |                                                    | –                                                  | –                                                  | –                                                  | –                                                  | –                                                  | 1                                                  | –                                                  | –                                                  | –                                                  | –                                                  | 8                                                  |
| Pays                                                      | Bulgarie                                           | 3                                                  | 4                                                  | 3                                                  | 10                                                 | 8                                                  | 8                                                  | 5                                                  | 8                                                  | 3                                                  | 10                                                 | 5                                                  |                                                    | 3                                                  | 5                                                  | 6                                                  | 5                                                  | 7                                                  | 7                                                  | 7                                                  | 7                                                  | 8                                                  | 122                                                |
| Pays                                                      | Danemark                                           | 2                                                  | 1                                                  | 1                                                  | 4                                                  | –                                                  | –                                                  | 3                                                  | –                                                  | –                                                  | 1                                                  | –                                                  | –                                                  |                                                    | –                                                  | 5                                                  | –                                                  | 2                                                  | 5                                                  | –                                                  | –                                                  | –                                                  | 24                                                 |
| Pays                                                      | Ukraine                                            | 12                                                 | 12                                                 | 5                                                  | 7                                                  | 12                                                 | 6                                                  | 4                                                  | 6                                                  | 10                                                 | 3                                                  | 8                                                  | 12                                                 | 5                                                  |                                                    | 4                                                  | 12                                                 | 5                                                  | 6                                                  | 8                                                  | 12                                                 | 3                                                  | 152                                                |
| Pays                                                      | Norvège                                            | –                                                  | –                                                  | –                                                  | –                                                  | 3                                                  | 3                                                  | –                                                  | 2                                                  | 2                                                  | –                                                  | 2                                                  | 1                                                  | 10                                                 | 1                                                  |                                                    | –                                                  | 10                                                 | –                                                  | –                                                  | –                                                  | –                                                  | 34                                                 |
| Pays                                                      | Géorgie                                            | 5                                                  | 7                                                  | –                                                  | –                                                  | 2                                                  | 2                                                  | –                                                  | –                                                  | 8                                                  | –                                                  | 1                                                  | –                                                  | –                                                  | 8                                                  | –                                                  |                                                    | –                                                  | –                                                  | 5                                                  | –                                                  | 1                                                  | 39                                                 |
| Pays                                                      | Albanie                                            | –                                                  | –                                                  | 10                                                 | –                                                  | –                                                  | –                                                  | –                                                  | 12                                                 | –                                                  | –                                                  | 3                                                  | –                                                  | –                                                  | –                                                  | –                                                  | –                                                  |                                                    | 2                                                  | –                                                  | 8                                                  | –                                                  | 35                                                 |
| Pays                                                      | Belgique                                           | 6                                                  | 6                                                  | 8                                                  | 8                                                  | 4                                                  | 10                                                 | 6                                                  | 5                                                  | 4                                                  | 12                                                 | 7                                                  | 10                                                 | 12                                                 | 4                                                  | 7                                                  | 3                                                  | 8                                                  |                                                    | 6                                                  | 5                                                  | 4                                                  | 135                                                |
| Le tableau suit l'ordre de passage des pays participants. |                                                    |                                                    |                                                    |                                                    |                                                    |                                                    |                                                    |                                                    |                                                    |                                                    |                                                    |                                                    |                                                    |                                                    |                                                    |                                                    |                                                    |                                                    |                                                    |                                                    |                                                    |                                                    |                                                    |

| Deuxième demi-finale                                      | Jurys | Jurys  | Télévote | Télévote | Total | Total  |
| Deuxième demi-finale                                      | Place | Points | Place    | Points   | Place | Points |
| --------------------------------------------------------- | ----- | ------ | -------- | -------- | ----- | ------ |
| Lettonie                                                  | 8e    | 64     | 7e       | 68       | 8e    | 132    |
| Pologne                                                   | 15e   | 20     | 4e       | 131      | 6e    | 151    |
| Suisse                                                    | 14e   | 25     | 18e      | 3        | 18e   | 28     |
| Israël                                                    | 4e    | 127    | 16e      | 20       | 7e    | 147    |
| Biélorussie                                               | 12e   | 32     | 9e       | 52       | 12e   | 84     |
| Serbie                                                    | 9e    | 55     | 10e      | 50       | 10e   | 105    |
| Irlande                                                   | 16e   | 15     | 14e      | 31       | 15e   | 46     |
| Macédoine                                                 | 11e   | 34     | 8e       | 54       | 11e   | 88     |
| Lituanie                                                  | 5e    | 104    | 6e       | 118      | 4e    | 222    |
| Australie                                                 | 1re   | 188    | 2e       | 142      | 1re   | 330    |
| Slovénie                                                  | 10e   | 49     | 17e      | 8        | 14e   | 57     |
| Bulgarie                                                  | 6e    | 98     | 5e       | 122      | 5e    | 220    |
| Danemark                                                  | 17e   | 10     | 15e      | 24       | 17e   | 34     |
| Ukraine                                                   | 3e    | 135    | 1re      | 152      | 2e    | 287    |
| Norvège                                                   | 13e   | 29     | 13e      | 34       | 13e   | 63     |
| Géorgie                                                   | 7e    | 84     | 11e      | 39       | 9e    | 123    |
| Albanie                                                   | 18e   | 10     | 12e      | 35       | 16e   | 45     |
| Belgique                                                  | 2e    | 139    | 3e       | 135      | 3e    | 274    |
| Le tableau suit l'ordre de passage des pays participants. |       |        |          |          |       |        |

#### Finale
- Premier
- Deuxième
- Troisième
- Dernier

| Détail du vote des jurys lors de la finale                                                                                      | Détail du vote des jurys lors de la finale | Détail du vote des jurys lors de la finale | Détail du vote des jurys lors de la finale | Détail du vote des jurys lors de la finale | Détail du vote des jurys lors de la finale | Détail du vote des jurys lors de la finale | Détail du vote des jurys lors de la finale | Détail du vote des jurys lors de la finale | Détail du vote des jurys lors de la finale | Détail du vote des jurys lors de la finale | Détail du vote des jurys lors de la finale | Détail du vote des jurys lors de la finale | Détail du vote des jurys lors de la finale | Détail du vote des jurys lors de la finale | Détail du vote des jurys lors de la finale | Détail du vote des jurys lors de la finale | Détail du vote des jurys lors de la finale | Détail du vote des jurys lors de la finale | Détail du vote des jurys lors de la finale | Détail du vote des jurys lors de la finale | Détail du vote des jurys lors de la finale | Détail du vote des jurys lors de la finale | Détail du vote des jurys lors de la finale | Détail du vote des jurys lors de la finale | Détail du vote des jurys lors de la finale | Détail du vote des jurys lors de la finale | Détail du vote des jurys lors de la finale | Détail du vote des jurys lors de la finale | Détail du vote des jurys lors de la finale | Détail du vote des jurys lors de la finale | Détail du vote des jurys lors de la finale | Détail du vote des jurys lors de la finale | Détail du vote des jurys lors de la finale | Détail du vote des jurys lors de la finale | Détail du vote des jurys lors de la finale | Détail du vote des jurys lors de la finale | Détail du vote des jurys lors de la finale | Détail du vote des jurys lors de la finale | Détail du vote des jurys lors de la finale | Détail du vote des jurys lors de la finale | Détail du vote des jurys lors de la finale | Détail du vote des jurys lors de la finale | Détail du vote des jurys lors de la finale | Détail du vote des jurys lors de la finale |
| |                                            | Points attribués                           | Points attribués                           | Points attribués                           | Points attribués                           | Points attribués                           | Points attribués                           | Points attribués                           | Points attribués                           | Points attribués                           | Points attribués                           | Points attribués                           | Points attribués                           | Points attribués                           | Points attribués                           | Points attribués                           | Points attribués                           | Points attribués                           | Points attribués                           | Points attribués                           | Points attribués                           | Points attribués                           | Points attribués                           | Points attribués                           | Points attribués                           | Points attribués                           | Points attribués                           | Points attribués                           | Points attribués                           | Points attribués                           | Points attribués                           | Points attribués                           | Points attribués                           | Points attribués                           | Points attribués                           | Points attribués                           | Points attribués                           | Points attribués                           | Points attribués                           | Points attribués                           | Points attribués                           | Points attribués                           | Points attribués                           | Points attribués                           |
| --- | ------------------------------------------ | ------------------------------------------ | ------------------------------------------ | ------------------------------------------ | ------------------------------------------ | ------------------------------------------ | ------------------------------------------ | ------------------------------------------ | ------------------------------------------ | ------------------------------------------ | ------------------------------------------ | ------------------------------------------ | ------------------------------------------ | ------------------------------------------ | ------------------------------------------ | ------------------------------------------ | ------------------------------------------ | ------------------------------------------ | ------------------------------------------ | ------------------------------------------ | ------------------------------------------ | ------------------------------------------ | ------------------------------------------ | ------------------------------------------ | ------------------------------------------ | ------------------------------------------ | ------------------------------------------ | ------------------------------------------ | ------------------------------------------ | ------------------------------------------ | ------------------------------------------ | ------------------------------------------ | ------------------------------------------ | ------------------------------------------ | ------------------------------------------ | ------------------------------------------ | ------------------------------------------ | ------------------------------------------ | ------------------------------------------ | ------------------------------------------ | ------------------------------------------ | ------------------------------------------ | ------------------------------------------ | ------------------------------------------ |
| Drapeau de l'Autriche | Drapeau de l'Islande                       | Drapeau de l'Azerbaïdjan                   | Drapeau de Saint-Marin                     | Drapeau de la Tchéquie                     | Drapeau de l'Irlande                       | Drapeau de la Géorgie                      | Drapeau de la Bosnie-Herzégovine           | Drapeau de Malte                           | Drapeau de l'Espagne                       | Drapeau de la Finlande                     | Drapeau de la Suisse                       | Drapeau du Danemark                        | Drapeau de la France                       | Drapeau de la Moldavie                     | Drapeau de l'Arménie                       | Drapeau de Chypre                          | Drapeau de la Bulgarie                     | Drapeau des Pays-Bas                       | Drapeau de la Lettonie                     | Drapeau d’Israël                           | Drapeau de la Biélorussie                  | Drapeau de l'Allemagne                     | Drapeau de la Russie                       | Drapeau de la Norvège                      | Drapeau de l'Australie                     | Drapeau de la Belgique                     | Drapeau du Royaume-Uni                     | Drapeau de la Croatie                      | Drapeau de la Grèce                        | Drapeau de la Lituanie                     | Drapeau de la Serbie                       | Drapeau de la Macédoine                    | Drapeau de l'Albanie                       | Drapeau de l'Estonie                       | Drapeau de l'Ukraine                       | Drapeau de l'Italie                        | Drapeau de la Pologne                      | Drapeau de la Slovénie                     | Drapeau de la Hongrie                      | Drapeau du Monténégro                      | Drapeau de la Suède                        | Total                                      |                                            |                                            |
| Pays | Belgique                                   | 5                                          | 3                                          | –                                          | –                                          | 2                                          | 12                                         | 10                                         | –                                          | –                                          | –                                          | –                                          | 10                                         | 8                                          | –                                          | –                                          | 4                                          | –                                          | 10                                         | 4                                          | –                                          | 6                                          | 4                                          | 5                                          | –                                          | 5                                          | 12                                         |                                            | –                                          | –                                          | –                                          | 5                                          | –                                          | 4                                          | –                                          | –                                          | 10                                         | –                                          | –                                          | 8                                          | –                                          | 3                                          | –                                          | 130                                        |
| Pays | Tchéquie                                   | 4                                          | 5                                          | –                                          | –                                          |                                            | 2                                          | –                                          | 6                                          | –                                          | –                                          | 3                                          | –                                          | –                                          | –                                          | –                                          | 1                                          | –                                          | –                                          | –                                          | –                                          | –                                          | –                                          | –                                          | –                                          | –                                          | –                                          | 1                                          | –                                          | 10                                         | –                                          | –                                          | –                                          | –                                          | –                                          | –                                          | –                                          | –                                          | 4                                          | –                                          | 2                                          | –                                          | 3                                          | 41                                         |
| Pays | Pays-Bas                                   | –                                          | 12                                         | –                                          | 4                                          | 7                                          | 8                                          | –                                          | –                                          | –                                          | 3                                          | 10                                         | 5                                          | 7                                          | 7                                          | –                                          | –                                          | –                                          | 2                                          |                                            | 3                                          | –                                          | –                                          | 4                                          | –                                          | 6                                          | 3                                          | 4                                          | –                                          | –                                          | –                                          | –                                          | 5                                          | 2                                          | –                                          | 6                                          | –                                          | 4                                          | –                                          | 1                                          | 6                                          | –                                          | 5                                          | 114                                        |
| Pays | Azerbaïdjan                                | –                                          | –                                          |                                            | –                                          | –                                          | –                                          | –                                          | 1                                          | –                                          | 2                                          | –                                          | –                                          | –                                          | –                                          | –                                          | –                                          | 2                                          | –                                          | 1                                          | –                                          | –                                          | 2                                          | –                                          | 10                                         | –                                          | –                                          | –                                          | –                                          | –                                          | 1                                          | –                                          | –                                          | 1                                          | –                                          | –                                          | 7                                          | –                                          | –                                          | –                                          | 7                                          | –                                          | 10                                         | 44                                         |
| Pays | Hongrie                                    | –                                          | –                                          | 4                                          | 2                                          | 10                                         | –                                          | –                                          | –                                          | –                                          | 10                                         | –                                          | –                                          | –                                          | –                                          | –                                          | –                                          | 4                                          | –                                          | –                                          | –                                          | –                                          | –                                          | –                                          | 1                                          | –                                          | –                                          | –                                          | –                                          | 5                                          | 3                                          | –                                          | –                                          | –                                          | 1                                          | –                                          | 2                                          | –                                          | –                                          | 3                                          |                                            | 7                                          | –                                          | 52                                         |
| Pays | Italie                                     | –                                          | –                                          | –                                          | 10                                         | –                                          | 6                                          | –                                          | –                                          | 8                                          | 5                                          | 2                                          | 2                                          | –                                          | 12                                         | –                                          | –                                          | 3                                          | –                                          | 6                                          | –                                          | –                                          | –                                          | 3                                          | –                                          | 12                                         | –                                          | 10                                         | –                                          | 3                                          | –                                          | –                                          | –                                          | –                                          | 8                                          | –                                          | –                                          |                                            | –                                          | –                                          | –                                          | –                                          | –                                          | 90                                         |
| Pays | Israël                                     | –                                          | –                                          | 3                                          | –                                          | –                                          | 4                                          | 3                                          | –                                          | 1                                          | 1                                          | 7                                          | 8                                          | 2                                          | –                                          | –                                          | –                                          | 5                                          | –                                          | 7                                          | 2                                          |                                            | –                                          | 12                                         | –                                          | 3                                          | 10                                         | 2                                          | 3                                          | 7                                          | –                                          | 6                                          | 7                                          | 5                                          | 3                                          | –                                          | 6                                          | 8                                          | 7                                          | 2                                          | –                                          | –                                          | –                                          | 124                                        |
| Pays | Bulgarie                                   | –                                          | –                                          | 8                                          | –                                          | –                                          | 10                                         | –                                          | 3                                          | 10                                         | –                                          | –                                          | 1                                          | 6                                          | 10                                         | –                                          | 7                                          | –                                          |                                            | –                                          | 1                                          | 7                                          | 1                                          | –                                          | –                                          | 8                                          | 8                                          | 6                                          | 5                                          | –                                          | –                                          | 2                                          | 4                                          | 10                                         | 4                                          | –                                          | 1                                          | –                                          | 3                                          | 10                                         | –                                          | 2                                          | –                                          | 127                                        |
| Pays | Suède                                      | 8                                          | 6                                          | –                                          | –                                          | 12                                         | 5                                          | 6                                          | –                                          | –                                          | –                                          | 12                                         | –                                          | 4                                          | 5                                          | 6                                          | –                                          | –                                          | –                                          | 10                                         | 8                                          | –                                          | 8                                          | 10                                         | –                                          | –                                          | –                                          | –                                          | –                                          | –                                          | –                                          | –                                          | –                                          | –                                          | –                                          | 12                                         | 4                                          | 2                                          | –                                          | –                                          | 4                                          | –                                          |                                            | 122                                        |
| Pays | Allemagne                                  | –                                          | –                                          | –                                          | –                                          | –                                          | –                                          | 1                                          | –                                          | –                                          | –                                          | –                                          | –                                          | –                                          | –                                          | –                                          | –                                          | –                                          | –                                          | –                                          | –                                          | –                                          | –                                          |                                            | –                                          | –                                          | –                                          | –                                          | –                                          | –                                          | –                                          | –                                          | –                                          | –                                          | –                                          | –                                          | –                                          | –                                          | –                                          | –                                          | –                                          | –                                          | –                                          | 1                                          |
| Pays | France                                     | 7                                          | 2                                          | –                                          | –                                          | 5                                          | 3                                          | 4                                          | 7                                          | 6                                          | 7                                          | 1                                          | –                                          | –                                          |                                            | –                                          | 12                                         | 7                                          | –                                          | 5                                          | –                                          | 8                                          | –                                          | –                                          | 7                                          | –                                          | 6                                          | 8                                          | 6                                          | 8                                          | 6                                          | 1                                          | –                                          | –                                          | 10                                         | 1                                          | –                                          | 7                                          | 1                                          | –                                          | –                                          | 5                                          | 8                                          | 148                                        |
| Pays | Pologne                                    | –                                          | –                                          | 2                                          | –                                          | –                                          | –                                          | –                                          | –                                          | –                                          | –                                          | –                                          | –                                          | –                                          | –                                          | –                                          | –                                          | –                                          | –                                          | –                                          | –                                          | –                                          | –                                          | –                                          | –                                          | 1                                          | –                                          | –                                          | –                                          | –                                          | –                                          | 3                                          | –                                          | –                                          | –                                          | –                                          | –                                          | –                                          |                                            | –                                          | –                                          | 1                                          | –                                          | 7                                          |
| Pays | Australie                                  | 12                                         | 10                                         | 7                                          | –                                          | –                                          | –                                          | 8                                          | 10                                         | 3                                          | 8                                          | 8                                          | 12                                         | 10                                         | 6                                          | 10                                         | 5                                          | 10                                         | 8                                          | 12                                         | 5                                          | 10                                         | 6                                          | 6                                          | 2                                          | 10                                         |                                            | 12                                         | 8                                          | 12                                         | 7                                          | 12                                         | 6                                          | 8                                          | 12                                         | 10                                         | 5                                          | 6                                          | 10                                         | 6                                          | 12                                         | 4                                          | 12                                         | 320                                        |
| Pays | Chypre                                     | –                                          | –                                          | –                                          | 5                                          | –                                          | –                                          | –                                          | –                                          | 5                                          | –                                          | –                                          | –                                          | –                                          | –                                          | 2                                          | 6                                          |                                            | –                                          | –                                          | –                                          | –                                          | –                                          | –                                          | 4                                          | –                                          | –                                          | –                                          | 7                                          | 1                                          | 8                                          | –                                          | –                                          | –                                          | –                                          | 4                                          | –                                          | 1                                          | –                                          | –                                          | –                                          | –                                          | –                                          | 43                                         |
| Pays | Serbie                                     | –                                          | –                                          | –                                          | –                                          | –                                          | –                                          | –                                          | 8                                          | –                                          | –                                          | –                                          | –                                          | –                                          | –                                          | –                                          | –                                          | –                                          | 5                                          | –                                          | –                                          | –                                          | –                                          | –                                          | –                                          | –                                          | –                                          | –                                          | 2                                          | 2                                          | –                                          | –                                          |                                            | 7                                          | –                                          | –                                          | –                                          | –                                          | –                                          | 5                                          | –                                          | 6                                          | –                                          | 35                                         |
| Pays | Lituanie                                   | 1                                          | –                                          | 5                                          | –                                          | 3                                          | –                                          | 5                                          | –                                          | –                                          | –                                          | 6                                          | 7                                          | 5                                          | –                                          | 4                                          | –                                          | –                                          | 1                                          | –                                          | 10                                         | 1                                          | 10                                         | 1                                          | –                                          | 2                                          | 7                                          | –                                          | 4                                          | –                                          | –                                          |                                            | 8                                          | –                                          | –                                          | 5                                          | 12                                         | –                                          | 2                                          | –                                          | 3                                          | –                                          | 2                                          | 104                                        |
| Pays | Croatie                                    | 6                                          | 7                                          | –                                          | –                                          | 8                                          | –                                          | 2                                          | 4                                          | –                                          | –                                          | –                                          | –                                          | –                                          | –                                          | 1                                          | –                                          | 1                                          | –                                          | –                                          | –                                          | 3                                          | –                                          | –                                          | –                                          | –                                          | 1                                          | –                                          | 1                                          |                                            | –                                          | –                                          | –                                          | 6                                          | –                                          | –                                          | –                                          | –                                          | –                                          | –                                          | –                                          | –                                          | –                                          | 40                                         |
| Pays | Russie                                     | 3                                          | 8                                          | 12                                         | 7                                          | –                                          | –                                          | –                                          | 5                                          | 4                                          | 4                                          | –                                          | –                                          | –                                          | 1                                          | 7                                          | 2                                          | 12                                         | 6                                          | –                                          | 7                                          | –                                          | 12                                         | –                                          |                                            | –                                          | –                                          | –                                          | –                                          | 6                                          | 12                                         | –                                          | 1                                          | –                                          | 7                                          | –                                          | –                                          | –                                          | –                                          | –                                          | –                                          | 8                                          | 6                                          | 130                                        |
| Pays | Espagne                                    | –                                          | –                                          | 1                                          | –                                          | –                                          | –                                          | –                                          | –                                          | 2                                          |                                            | –                                          | –                                          | 1                                          | 3                                          | 8                                          | 3                                          | –                                          | 4                                          | –                                          | –                                          | 4                                          | –                                          | –                                          | –                                          | 7                                          | 5                                          | –                                          | –                                          | –                                          | –                                          | –                                          | –                                          | –                                          | 6                                          | –                                          | –                                          | 12                                         | 5                                          | –                                          | 5                                          | –                                          | 1                                          | 67                                         |
| Pays | Lettonie                                   | –                                          | –                                          | –                                          | –                                          | 1                                          | 1                                          | 7                                          | –                                          | –                                          | –                                          | –                                          | 3                                          | –                                          | –                                          | –                                          | –                                          | –                                          | –                                          | –                                          |                                            | 5                                          | –                                          | 2                                          | 3                                          | –                                          | –                                          | –                                          | –                                          | –                                          | –                                          | 7                                          | –                                          | 3                                          | –                                          | 8                                          | 8                                          | –                                          | 6                                          | 7                                          | 8                                          | –                                          | –                                          | 69                                         |
| Pays | Ukraine                                    | –                                          | –                                          | 10                                         | 12                                         | –                                          | –                                          | 12                                         | 12                                         | –                                          | –                                          | –                                          | 6                                          | 12                                         | –                                          | 12                                         | –                                          | –                                          | –                                          | 3                                          | 12                                         | 12                                         | 7                                          | 7                                          | –                                          | 4                                          | 2                                          | 3                                          | 10                                         | –                                          | 2                                          | 8                                          | 12                                         | 12                                         | –                                          | 7                                          |                                            | 10                                         | 12                                         | 12                                         | –                                          | –                                          | –                                          | 211                                        |
| Pays | Malte                                      | 10                                         | 4                                          | 6                                          | 3                                          | 6                                          | –                                          | –                                          | –                                          |                                            | 6                                          | 5                                          | –                                          | –                                          | 4                                          | 3                                          | 8                                          | 6                                          | 7                                          | –                                          | 4                                          | –                                          | 5                                          | –                                          | 8                                          | –                                          | –                                          | –                                          | –                                          | –                                          | 4                                          | –                                          | 10                                         | –                                          | 2                                          | 2                                          | –                                          | 5                                          | –                                          | –                                          | 10                                         | 12                                         | 7                                          | 137                                        |
| Pays | Géorgie                                    | –                                          | –                                          | –                                          | 6                                          | –                                          | –                                          |                                            | –                                          | –                                          | –                                          | –                                          | –                                          | –                                          | –                                          | –                                          | 10                                         | –                                          | 3                                          | –                                          | –                                          | –                                          | –                                          | 8                                          | 5                                          | –                                          | –                                          | 7                                          | 12                                         | –                                          | 5                                          | 10                                         | –                                          | –                                          | –                                          | –                                          | 3                                          | 3                                          | 8                                          | –                                          | –                                          | –                                          | –                                          | 80                                         |
| Pays | Autriche                                   |                                            | 1                                          | –                                          | 1                                          | –                                          | –                                          | –                                          | –                                          | –                                          | –                                          | 4                                          | 4                                          | –                                          | 8                                          | –                                          | –                                          | –                                          | –                                          | 8                                          | –                                          | –                                          | –                                          | –                                          | –                                          | –                                          | –                                          | 5                                          | –                                          | –                                          | –                                          | –                                          | –                                          | –                                          | –                                          | –                                          | –                                          | –                                          | –                                          | –                                          | –                                          | –                                          | –                                          | 31                                         |
| Pays | Royaume-Uni                                | –                                          | –                                          | –                                          | 8                                          | 4                                          | 7                                          | –                                          | –                                          | 12                                         | –                                          | –                                          | –                                          | 3                                          | –                                          | –                                          | –                                          | –                                          | –                                          | –                                          | –                                          | –                                          | –                                          | –                                          | 6                                          | –                                          | 4                                          | –                                          |                                            | –                                          | –                                          | –                                          | 2                                          | –                                          | 5                                          | 3                                          | –                                          | –                                          | –                                          | –                                          | –                                          | –                                          | –                                          | 54                                         |
| Pays | Arménie                                    | 2                                          | –                                          | –                                          | –                                          | –                                          | –                                          | –                                          | 2                                          | 7                                          | 12                                         | –                                          | –                                          | –                                          | 2                                          | 5                                          |                                            | 8                                          | 12                                         | 2                                          | 6                                          | 2                                          | 3                                          | –                                          | 12                                         | –                                          | –                                          | –                                          | –                                          | 4                                          | 10                                         | 4                                          | 3                                          | –                                          | –                                          | –                                          | –                                          | –                                          | –                                          | 4                                          | 1                                          | 10                                         | 4                                          | 115                                        |
| Verticalement, le tableau suit l'ordre de passage des candidats. Horizontalement, le tableau suit l'ordre de passage des votes. |                                            |                                            |                                            |                                            |                                            |                                            |                                            |                                            |                                            |                                            |                                            |                                            |                                            |                                            |                                            |                                            |                                            |                                            |                                            |                                            |                                            |                                            |                                            |                                            |                                            |                                            |                                            |                                            |                                            |                                            |                                            |                                            |                                            |                                            |                                            |                                            |                                            |                                            |                                            |                                            |                                            |                                            |                                            |                                            |

| Détail du télévote lors de la finale                                                                                            | Détail du télévote lors de la finale | Détail du télévote lors de la finale | Détail du télévote lors de la finale | Détail du télévote lors de la finale | Détail du télévote lors de la finale | Détail du télévote lors de la finale | Détail du télévote lors de la finale | Détail du télévote lors de la finale | Détail du télévote lors de la finale | Détail du télévote lors de la finale | Détail du télévote lors de la finale | Détail du télévote lors de la finale | Détail du télévote lors de la finale | Détail du télévote lors de la finale | Détail du télévote lors de la finale | Détail du télévote lors de la finale | Détail du télévote lors de la finale | Détail du télévote lors de la finale | Détail du télévote lors de la finale | Détail du télévote lors de la finale | Détail du télévote lors de la finale | Détail du télévote lors de la finale | Détail du télévote lors de la finale | Détail du télévote lors de la finale | Détail du télévote lors de la finale | Détail du télévote lors de la finale | Détail du télévote lors de la finale | Détail du télévote lors de la finale | Détail du télévote lors de la finale | Détail du télévote lors de la finale | Détail du télévote lors de la finale | Détail du télévote lors de la finale | Détail du télévote lors de la finale | Détail du télévote lors de la finale | Détail du télévote lors de la finale | Détail du télévote lors de la finale | Détail du télévote lors de la finale | Détail du télévote lors de la finale | Détail du télévote lors de la finale | Détail du télévote lors de la finale | Détail du télévote lors de la finale | Détail du télévote lors de la finale | Détail du télévote lors de la finale | Détail du télévote lors de la finale |
| |                                      | Points attribués                     | Points attribués                     | Points attribués                     | Points attribués                     | Points attribués                     | Points attribués                     | Points attribués                     | Points attribués                     | Points attribués                     | Points attribués                     | Points attribués                     | Points attribués                     | Points attribués                     | Points attribués                     | Points attribués                     | Points attribués                     | Points attribués                     | Points attribués                     | Points attribués                     | Points attribués                     | Points attribués                     | Points attribués                     | Points attribués                     | Points attribués                     | Points attribués                     | Points attribués                     | Points attribués                     | Points attribués                     | Points attribués                     | Points attribués                     | Points attribués                     | Points attribués                     | Points attribués                     | Points attribués                     | Points attribués                     | Points attribués                     | Points attribués                     | Points attribués                     | Points attribués                     | Points attribués                     | Points attribués                     | Points attribués                     | Points attribués                     |
| --- | ------------------------------------ | ------------------------------------ | ------------------------------------ | ------------------------------------ | ------------------------------------ | ------------------------------------ | ------------------------------------ | ------------------------------------ | ------------------------------------ | ------------------------------------ | ------------------------------------ | ------------------------------------ | ------------------------------------ | ------------------------------------ | ------------------------------------ | ------------------------------------ | ------------------------------------ | ------------------------------------ | ------------------------------------ | ------------------------------------ | ------------------------------------ | ------------------------------------ | ------------------------------------ | ------------------------------------ | ------------------------------------ | ------------------------------------ | ------------------------------------ | ------------------------------------ | ------------------------------------ | ------------------------------------ | ------------------------------------ | ------------------------------------ | ------------------------------------ | ------------------------------------ | ------------------------------------ | ------------------------------------ | ------------------------------------ | ------------------------------------ | ------------------------------------ | ------------------------------------ | ------------------------------------ | ------------------------------------ | ------------------------------------ | ------------------------------------ |
| Drapeau de l'Autriche | Drapeau de l'Islande                 | Drapeau de l'Azerbaïdjan             | Drapeau de Saint-Marin               | Drapeau de la Tchéquie               | Drapeau de l'Irlande                 | Drapeau de la Géorgie                | Drapeau de la Bosnie-Herzégovine     | Drapeau de Malte                     | Drapeau de l'Espagne                 | Drapeau de la Finlande               | Drapeau de la Suisse                 | Drapeau du Danemark                  | Drapeau de la France                 | Drapeau de la Moldavie               | Drapeau de l'Arménie                 | Drapeau de Chypre                    | Drapeau de la Bulgarie               | Drapeau des Pays-Bas                 | Drapeau de la Lettonie               | Drapeau d’Israël                     | Drapeau de la Biélorussie            | Drapeau de l'Allemagne               | Drapeau de la Russie                 | Drapeau de la Norvège                | Drapeau de l'Australie               | Drapeau de la Belgique               | Drapeau du Royaume-Uni               | Drapeau de la Croatie                | Drapeau de la Grèce                  | Drapeau de la Lituanie               | Drapeau de la Serbie                 | Drapeau de la Macédoine              | Drapeau de l'Albanie                 | Drapeau de l'Estonie                 | Drapeau de l'Ukraine                 | Drapeau de l'Italie                  | Drapeau de la Pologne                | Drapeau de la Slovénie               | Drapeau de la Hongrie                | Drapeau du Monténégro                | Drapeau de la Suède                  | Total                                |                                      |                                      |
| Pays | Belgique                             | –                                    | 3                                    | –                                    | –                                    | –                                    | –                                    | –                                    | –                                    | –                                    | –                                    | –                                    | –                                    | 8                                    | 4                                    | –                                    | –                                    | –                                    | –                                    | 12                                   | –                                    | 1                                    | –                                    | –                                    | –                                    | 2                                    | 12                                   |                                      | –                                    | –                                    | –                                    | –                                    | 5                                    | 4                                    | –                                    | –                                    | –                                    | –                                    | –                                    | –                                    | –                                    | –                                    | –                                    | 51                                   |
| Pays | Rép. tchèque                         | –                                    | –                                    | –                                    | –                                    |                                      | –                                    | –                                    | –                                    | –                                    | –                                    | –                                    | –                                    | –                                    | –                                    | –                                    | –                                    | –                                    | –                                    | –                                    | –                                    | –                                    | –                                    | –                                    | –                                    | –                                    | –                                    | –                                    | –                                    | –                                    | –                                    | –                                    | –                                    | –                                    | –                                    | –                                    | –                                    | –                                    | –                                    | –                                    | –                                    | –                                    | –                                    | 0                                    |
| Pays | Pays-Bas                             | 6                                    | 6                                    | –                                    | –                                    | –                                    | –                                    | –                                    | –                                    | 3                                    | –                                    | –                                    | –                                    | 7                                    | –                                    | –                                    | –                                    | –                                    | –                                    |                                      | –                                    | –                                    | –                                    | 3                                    | –                                    | –                                    | –                                    | 10                                   | –                                    | –                                    | –                                    | –                                    | –                                    | –                                    | –                                    | –                                    | –                                    | –                                    | –                                    | –                                    | 2                                    | –                                    | 2                                    | 39                                   |
| Pays | Azerbaïdjan                          | –                                    | 1                                    |                                      | –                                    | 6                                    | –                                    | 7                                    | 8                                    | 6                                    | –                                    | –                                    | –                                    | –                                    | –                                    | 8                                    | –                                    | –                                    | 1                                    | –                                    | 3                                    | 2                                    | 8                                    | –                                    | 6                                    | –                                    | –                                    | –                                    | –                                    | –                                    | –                                    | –                                    | –                                    | –                                    | –                                    | –                                    | 10                                   | –                                    | –                                    | –                                    | –                                    | 7                                    | –                                    | 73                                   |
| Pays | Hongrie                              | –                                    | –                                    | 7                                    | 1                                    | 3                                    | –                                    | 2                                    | 1                                    | 5                                    | –                                    | –                                    | –                                    | –                                    | –                                    | –                                    | 3                                    | 4                                    | –                                    | –                                    | –                                    | –                                    | 3                                    | –                                    | –                                    | –                                    | –                                    | –                                    | –                                    | 3                                    | 2                                    | 2                                    | 10                                   | –                                    | 1                                    | –                                    | –                                    | –                                    | 6                                    | –                                    |                                      | 3                                    | –                                    | 56                                   |
| Pays | Italie                               | –                                    | –                                    | –                                    | –                                    | –                                    | –                                    | –                                    | –                                    | 7                                    | 3                                    | –                                    | 7                                    | –                                    | –                                    | –                                    | –                                    | –                                    | –                                    | –                                    | –                                    | –                                    | –                                    | 1                                    | –                                    | –                                    | –                                    | –                                    | –                                    | –                                    | –                                    | –                                    | –                                    | 1                                    | 10                                   | –                                    | –                                    |                                      | –                                    | 1                                    | –                                    | 4                                    | –                                    | 34                                   |
| Pays | Israël                               | –                                    | –                                    | 6                                    | –                                    | –                                    | –                                    | –                                    | –                                    | –                                    | –                                    | –                                    | –                                    | –                                    | 3                                    | –                                    | –                                    | –                                    | 2                                    | –                                    | –                                    |                                      | –                                    | –                                    | –                                    | –                                    | –                                    | –                                    | –                                    | –                                    | –                                    | –                                    | –                                    | –                                    | –                                    | –                                    | –                                    | –                                    | –                                    | –                                    | –                                    | –                                    | –                                    | 11                                   |
| Pays | Bulgarie                             | 5                                    | –                                    | 8                                    | 3                                    | 5                                    | 5                                    | 3                                    | 2                                    | 8                                    | 12                                   | 4                                    | –                                    | –                                    | 5                                    | 2                                    | –                                    | 12                                   |                                      | 1                                    | 1                                    | 7                                    | 4                                    | 4                                    | –                                    | 5                                    | 10                                   | 5                                    | 8                                    | 1                                    | 7                                    | –                                    | 8                                    | 10                                   | 8                                    | –                                    | 2                                    | 7                                    | 3                                    | 2                                    | 4                                    | 5                                    | 4                                    | 180                                  |
| Pays | Suède                                | 7                                    | 12                                   | –                                    | 4                                    | 2                                    | 2                                    | –                                    | –                                    | –                                    | 1                                    | 10                                   | –                                    | 12                                   | 2                                    | –                                    | 2                                    | 1                                    | 3                                    | 2                                    | 7                                    | –                                    | 2                                    | 8                                    | 2                                    | 7                                    | –                                    | 1                                    | 1                                    | 7                                    | –                                    | 7                                    | 1                                    | –                                    | 3                                    | 10                                   | 1                                    | –                                    | 10                                   | 5                                    | 7                                    | –                                    |                                      | 139                                  |
| Pays | Allemagne                            | 2                                    | –                                    | –                                    | –                                    | –                                    | –                                    | –                                    | –                                    | –                                    | –                                    | –                                    | 8                                    | –                                    | –                                    | –                                    | –                                    | –                                    | –                                    | –                                    | –                                    | –                                    | –                                    |                                      | –                                    | –                                    | –                                    | –                                    | –                                    | –                                    | –                                    | –                                    | –                                    | –                                    | –                                    | –                                    | –                                    | –                                    | –                                    | –                                    | –                                    | –                                    | –                                    | 10                                   |
| Pays | France                               | 1                                    | 5                                    | 4                                    | –                                    | –                                    | –                                    | –                                    | 4                                    | 2                                    | 10                                   | 3                                    | 3                                    | 2                                    |                                      | 6                                    | 7                                    | 6                                    | –                                    | 4                                    | –                                    | 12                                   | –                                    | –                                    | 3                                    | 1                                    | 7                                    | 8                                    | –                                    | 2                                    | 4                                    | 3                                    | –                                    | –                                    | –                                    | 2                                    | –                                    | 5                                    | –                                    | –                                    | 1                                    | 1                                    | 3                                    | 109                                  |
| Pays | Pologne                              | 12                                   | 10                                   | 3                                    | 7                                    | 7                                    | 10                                   | 4                                    | –                                    | –                                    | 5                                    | 5                                    | 5                                    | 5                                    | 7                                    | –                                    | 1                                    | 2                                    | 6                                    | 10                                   | 5                                    | 4                                    | 6                                    | 10                                   | 5                                    | 10                                   | –                                    | 12                                   | 10                                   | 4                                    | 3                                    | 6                                    | –                                    | 2                                    | 5                                    | 1                                    | 8                                    | 10                                   |                                      | 4                                    | 8                                    | –                                    | 10                                   | 222                                  |
| Pays | Australie                            | 3                                    | 8                                    | 2                                    | 5                                    | 1                                    | 6                                    | 1                                    | 3                                    | 12                                   | 4                                    | 7                                    | 1                                    | 10                                   | –                                    | 5                                    | –                                    | 5                                    | 5                                    | 5                                    | 6                                    | 5                                    | 1                                    | 5                                    | 4                                    | 8                                    |                                      | 4                                    | 6                                    | 5                                    | 5                                    | 5                                    | 6                                    | 3                                    | 12                                   | 4                                    | 4                                    | –                                    | 7                                    | 3                                    | 3                                    | –                                    | 12                                   | 191                                  |
| Pays | Chypre                               | –                                    | –                                    | –                                    | –                                    | –                                    | –                                    | –                                    | –                                    | –                                    | –                                    | 1                                    | –                                    | –                                    | –                                    | –                                    | 6                                    |                                      | 7                                    | –                                    | –                                    | –                                    | –                                    | –                                    | 7                                    | –                                    | –                                    | –                                    | 2                                    | –                                    | 12                                   | –                                    | 3                                    | –                                    | –                                    | 3                                    | –                                    | 6                                    | 1                                    | –                                    | 5                                    | –                                    | –                                    | 53                                   |
| Pays | Serbie                               | 4                                    | –                                    | –                                    | –                                    | –                                    | –                                    | –                                    | 12                                   | –                                    | –                                    | –                                    | 12                                   | –                                    | –                                    | –                                    | –                                    | –                                    | –                                    | –                                    | –                                    | –                                    | –                                    | –                                    | –                                    | –                                    | –                                    | –                                    | –                                    | 12                                   | –                                    | –                                    |                                      | 12                                   | –                                    | –                                    | –                                    | 4                                    | –                                    | 12                                   | –                                    | 12                                   | –                                    | 80                                   |
| Pays | Lituanie                             | –                                    | 4                                    | –                                    | 8                                    | –                                    | 12                                   | 5                                    | –                                    | –                                    | –                                    | –                                    | –                                    | 6                                    | –                                    | 3                                    | –                                    | 3                                    | –                                    | –                                    | 8                                    | –                                    | –                                    | –                                    | –                                    | 12                                   | 1                                    | –                                    | 12                                   | –                                    | –                                    |                                      | –                                    | –                                    | 4                                    | 5                                    | 3                                    | 2                                    | –                                    | –                                    | –                                    | 2                                    | 6                                    | 96                                   |
| Pays | Croatie                              | –                                    | –                                    | –                                    | –                                    | –                                    | –                                    | –                                    | 10                                   | –                                    | –                                    | –                                    | –                                    | –                                    | –                                    | –                                    | –                                    | –                                    | –                                    | –                                    | –                                    | –                                    | –                                    | –                                    | –                                    | –                                    | –                                    | –                                    | –                                    |                                      | –                                    | –                                    | 4                                    | 5                                    | –                                    | –                                    | –                                    | –                                    | –                                    | 8                                    | –                                    | 6                                    | –                                    | 33                                   |
| Pays | Russie                               | 8                                    | 7                                    | 12                                   | 10                                   | 10                                   | 8                                    | 8                                    | 6                                    | 10                                   | 8                                    | 8                                    | 6                                    | 4                                    | 6                                    | 12                                   | 12                                   | 10                                   | 12                                   | 3                                    | 12                                   | 10                                   | 12                                   | 12                                   |                                      | 6                                    | 5                                    | 6                                    | 7                                    | 8                                    | 10                                   | 8                                    | 12                                   | 8                                    | 7                                    | 12                                   | 12                                   | 8                                    | 8                                    | 10                                   | 10                                   | 10                                   | 8                                    | 361                                  |
| Pays | Espagne                              | –                                    | –                                    | –                                    | –                                    | –                                    | –                                    | –                                    | –                                    | –                                    |                                      | –                                    | 2                                    | –                                    | 1                                    | –                                    | –                                    | –                                    | –                                    | –                                    | –                                    | –                                    | –                                    | –                                    | –                                    | –                                    | 2                                    | –                                    | 4                                    | –                                    | –                                    | –                                    | –                                    | –                                    | –                                    | –                                    | –                                    | –                                    | –                                    | –                                    | –                                    | –                                    | 1                                    | 10                                   |
| Pays | Lettonie                             | –                                    | –                                    | –                                    | 6                                    | –                                    | 7                                    | 6                                    | –                                    | –                                    | –                                    | 2                                    | –                                    | –                                    | –                                    | 1                                    |                                      | –                                    | –                                    | –                                    |                                      | –                                    | 5                                    | –                                    | 1                                    | 3                                    | –                                    | –                                    | 3                                    | –                                    | –                                    | 12                                   | –                                    | –                                    | –                                    | 7                                    | 5                                    | –                                    | 5                                    | –                                    | –                                    | –                                    | –                                    | 63                                   |
| Pays | Ukraine                              | 10                                   | –                                    | 10                                   | 12                                   | 12                                   | 4                                    | 10                                   | 7                                    | 4                                    | 7                                    | 12                                   | 4                                    | 3                                    | 10                                   | 10                                   | 10                                   | 7                                    | 10                                   | 7                                    | 10                                   | 8                                    | 10                                   | 6                                    | 10                                   | 4                                    | 8                                    | 2                                    | 5                                    | 10                                   | 6                                    | 10                                   | 7                                    | 6                                    | 6                                    | 8                                    |                                      | 12                                   | 12                                   | 7                                    | 12                                   | 8                                    | 7                                    | 323                                  |
| Pays | Malte                                | –                                    | –                                    | 5                                    | –                                    | –                                    | –                                    | –                                    | –                                    |                                      | –                                    | –                                    | –                                    | –                                    | –                                    | –                                    | 5                                    | –                                    | –                                    | –                                    | –                                    | –                                    | –                                    | –                                    | –                                    | –                                    | 6                                    | –                                    | –                                    | –                                    | –                                    | –                                    | –                                    | –                                    | –                                    | –                                    | –                                    | –                                    | –                                    | –                                    | –                                    | –                                    | –                                    | 16                                   |
| Pays | Géorgie                              | –                                    | –                                    | 1                                    | –                                    | –                                    | –                                    |                                      | –                                    | –                                    | –                                    | –                                    | –                                    | –                                    | –                                    | –                                    | 8                                    | –                                    | –                                    | –                                    | 2                                    | –                                    | –                                    | –                                    | –                                    | –                                    | –                                    | –                                    | –                                    | –                                    | –                                    | 4                                    | –                                    | –                                    | –                                    | –                                    | 6                                    | 3                                    | –                                    | –                                    | –                                    | –                                    | –                                    | 24                                   |
| Pays | Autriche                             |                                      | 2                                    | –                                    | –                                    | 4                                    | 1                                    | –                                    | 5                                    | –                                    | 2                                    | 6                                    | 10                                   | 1                                    | 8                                    | 4                                    | 4                                    | –                                    | 4                                    | 6                                    | 4                                    | 3                                    | –                                    | 7                                    | 8                                    | –                                    | 3                                    | 3                                    | –                                    | 6                                    | 1                                    | 1                                    | –                                    | –                                    | –                                    | 6                                    | –                                    | –                                    | 4                                    | 6                                    | 6                                    | –                                    | 5                                    | 120                                  |
| Pays | Royaume-Uni                          | –                                    | –                                    | –                                    | –                                    | –                                    | 3                                    | –                                    | –                                    | 1                                    | –                                    | –                                    | –                                    | –                                    | –                                    | –                                    | –                                    | –                                    | –                                    | –                                    | –                                    | –                                    | –                                    | –                                    | –                                    | –                                    | 4                                    | –                                    |                                      | –                                    | –                                    | –                                    | –                                    | –                                    | –                                    | –                                    | –                                    | –                                    | –                                    | –                                    | –                                    | –                                    | –                                    | 8                                    |
| Pays | Arménie                              | –                                    | –                                    | –                                    | 2                                    | 8                                    | –                                    | 12                                   | –                                    | –                                    | 6                                    | –                                    | –                                    | –                                    | 12                                   | 7                                    |                                      | 8                                    | 8                                    | 8                                    | –                                    | 6                                    | 7                                    | 2                                    | 12                                   | –                                    | –                                    | 7                                    | –                                    | –                                    | 8                                    | –                                    | 2                                    | 7                                    | 2                                    | –                                    | 7                                    | 1                                    | 2                                    | –                                    | –                                    | –                                    | –                                    | 134                                  |
| Verticalement, le tableau suit l'ordre de passage des candidats. Horizontalement, le tableau suit l'ordre de passage des votes. |                                      |                                      |                                      |                                      |                                      |                                      |                                      |                                      |                                      |                                      |                                      |                                      |                                      |                                      |                                      |                                      |                                      |                                      |                                      |                                      |                                      |                                      |                                      |                                      |                                      |                                      |                                      |                                      |                                      |                                      |                                      |                                      |                                      |                                      |                                      |                                      |                                      |                                      |                                      |                                      |                                      |                                      |                                      |                                      |

| Finale                                                    | Jurys | Jurys  | Télévote | Télévote | Total | Total  |
| Finale                                                    | Place | Points | Place    | Points   | Place | Points |
| --------------------------------------------------------- | ----- | ------ | -------- | -------- | ----- | ------ |
| Belgique                                                  | 6e    | 130    | 16e      | 51       | 10e   | 181    |
| Tchéquie                                                  | 21e   | 41     | 26e      | 0        | 25e   | 41     |
| Pays-Bas                                                  | 11e   | 114    | 17e      | 39       | 11e   | 153    |
| Azerbaïdjan                                               | 19e   | 44     | 12e      | 73       | 17e   | 117    |
| Hongrie                                                   | 18e   | 52     | 14e      | 56       | 19e   | 108    |
| Italie                                                    | 13e   | 90     | 18e      | 34       | 16e   | 124    |
| Israël                                                    | 8e    | 124    | 22e      | 11       | 14e   | 135    |
| Bulgarie                                                  | 7e    | 127    | 5e       | 180      | 4e    | 307    |
| Suède                                                     | 9e    | 122    | 6e       | 139      | 5e    | 261    |
| Allemagne                                                 | 26e   | 1      | 24e      | 10       | 26e   | 11     |
| France                                                    | 3e    | 148    | 9e       | 109      | 6e    | 257    |
| Pologne                                                   | 25e   | 7      | 3e       | 222      | 8e    | 229    |
| Australie                                                 | 1re   | 320    | 4e       | 191      | 2e    | 511    |
| Chypre                                                    | 20e   | 43     | 15e      | 53       | 21e   | 96     |
| Serbie                                                    | 23e   | 35     | 11e      | 80       | 18e   | 115    |
| Lituanie                                                  | 12e   | 104    | 10e      | 96       | 9e    | 200    |
| Croatie                                                   | 22e   | 40     | 19e      | 33       | 23e   | 73     |
| Russie                                                    | 5e    | 130    | 1re      | 361      | 3e    | 491    |
| Espagne                                                   | 16e   | 67     | 23e      | 10       | 22e   | 77     |
| Lettonie                                                  | 15e   | 69     | 13e      | 63       | 15e   | 132    |
| Ukraine                                                   | 2e    | 211    | 2e       | 323      | 1re   | 534    |
| Malte                                                     | 4e    | 137    | 21e      | 16       | 12e   | 153    |
| Géorgie                                                   | 14e   | 80     | 20e      | 24       | 20e   | 104    |
| Autriche                                                  | 24e   | 31     | 8e       | 120      | 13e   | 151    |
| Royaume-Uni                                               | 17e   | 54     | 25e      | 8        | 24e   | 62     |
| Arménie                                                   | 10e   | 115    | 7e       | 134      | 7e    | 249    |
| Le tableau suit l'ordre de passage des pays participants. |       |        |          |          |       |        |

### Prix Marcel-Bezençon
Les premiers prix Marcel-Bezençon avaient été remis pour la première fois durant le Concours Eurovision de la chanson 2002 à Tallinn en Estonie pour honorer les meilleures chansons en compétition lors de la finale. Fondés par Christer Björkman (représentant de la Suède lors du Concours 1992 et producteur des concours 2013 et 2016) et Richard Herrey (membre des Herreys et vainqueur suédois du Concours 1984), les prix portent le nom du créateur de la compétition annuelle, Marcel Bezençon. Remis tous les ans, ces prix sont répartis en trois catégories : le Prix de la Presse, attribué à la meilleure chanson par les médias accrédités ; le Prix de la Meilleure performance artistique, attribué par les commentateurs télé du concours au meilleur artiste, et enfin, le Prix de la Meilleure composition attribué par les auteurs-compositeurs participants aux meilleurs compositeurs de la soirée.
| Catégorie                                   | Pays      | Chanson              | Interprète(s)   | Compositeur(s)                                                      |
| ------------------------------------------- | --------- | -------------------- | --------------- | ------------------------------------------------------------------- |
| Prix de la meilleure performance artistique | Ukraine   | 1944                 | Jamala          | Jamala                                                              |
| Prix de la meilleure composition            | Australie | Sound of Silence     | Dami Im         | Musumeci                                                            |
| Prix de la presse                           | Russie    | You Are the Only One | Sergueï Lazarev | Philipp Kirkorov, Dimitris Kontopoulos, John Ballard, Ralph Charlie |

## Incidents et controverses

### Participation de Xavier Naidoo
Le télédiffuseur allemand NDR annonce le 19 novembre 2015 que Xavier Naidoo représentera l'Allemagne au concours. Immédiatement, ce choix est vivement critiqué en raison de l'appartenance politique de Naidoo à l'extrême-droite, marquée dans ses chansons. De plus, le chanteur affirme que l'ancien Reich allemand continue à exister dans ses territoires de la post deuxième guerre mondiale, et est sous le feu des critiques à l'occasion de ses déclarations sur les attentats du 11 septembre 2001, qu'il perçoit comme un complot. Une de ses chansons, Wo sind sie jetzt?, suscite également la controverse après sa publication, contenant des paroles à caractère homophobe et pédophile. Enfin, Johannes Kahrs, un des opposants à la sélection du chanteur par la chaîne, qualifie ce choix d'« inacceptable et embarrassant ».
Finalement, à la suite des nombreuses réactions négatives au sujet de la sélection du chanteur, et en raison du besoin de décider rapidement d'un nouveau processus de sélection, la NDR revient sur sa décision le 21 novembre. Un des membres de l'ARD, Thomas Schreiber, affirme que « Xavier Naidoo est un chanteur talentueux et, selon moi, ni raciste ni homophobe. Il était logique que sa participation divise les opinions, mais nous avons été surpris par les nombreux retours négatifs. L'Eurovision est un événement de divertissement, dans lequel la musique et le rassemblement entre le public européen devraient être la finalité. Cet aspect doit être préservé à tout prix. ».

### Exclusion de la Roumanie
Il est annoncé le 19 avril 2016, que la participation de la Roumanie est incertaine en raison de la dette de la TVR envers l'UER. Cette dette est estimée à 14,5 M€. L'UER demande au gouvernement roumain de rembourser cette dette avant le 20 avril sous peine d'une exclusion du concours. C'est ainsi que l'UER annonce le 22 avril l'exclusion de la Roumanie du concours, après de multiples manquements du gouvernement roumain à rembourser ses dettes dans le temps imparti. Le directeur général de l'UER, Ingrid Deltenre, déclare « qu'il était regrettable d'avoir eu à prendre cette décision [...]. Le continuel endettement de la TVR menace l'équilibre financier de l'UER lui-même ».

### Jury russe
Le 10 mai 2016, l'UER annonce l'ouverture d'une enquête après qu'Anastasia Stotskaya, membre du jury russe, a diffusé en direct sur Periscope une partie de la délibération du jury pendant la répétition générale de la première demi-finale la veille. Dans la vidéo, on aperçoit un membre du jury ne pas être attentif lors de la prestation néerlandaise. Plus tard, lors du passage arménien, une juré déclare qu'elle soutiendra l'Arménie car « [son] mari est arménien ». Le règlement du concours stipule que les jurés doivent évaluer les performances individuellement, sans communiquer avec les autres.
Plus tard le même jour, l'UER publie un communiqué indiquant qu'après des discussions avec le diffuseur russe Rossiya 1, le vote de la juré Anastasia Stotskaya est déclaré invalide ; le diffuseur devant alors trouver un juré de remplacement. Le communiqué précise également que les votes des quatre autres jurés sont considérés valides. De plus, l'UER explique également que, bien qu'une diffusion en direct de la délibération des jurys n'est pas considéré comme une enfreinte aux règles tant que les votes — individuels ou combinés — du jury sont tenus confidentiels jusqu'après la finale, les actions d'qu'Anastasia Stotskaya « ne sont pas dans l'esprit du concours et peuvent être préjudiciables car risquent de révéler accidentellement les résultats ».

### Contestations du règlement des drapeaux

#### Mise en place d'une réglementation controversée
Afin d'assurer la neutralité politique du Concours et de la sécurité des spectateurs, l'UER publie un règlement concernant les drapeaux le 29 avril 2016, comprenant une liste de différents drapeaux, qui seront prohibés durant les trois soirées. Le président du Pays basque, Iñigo Urkullu, et le ministre des affaires étrangères espagnol, José Manuel García-Margallo, critiquent l'apparition du drapeau basque au côté d'autres drapeaux. Parmi ces derniers, les drapeaux de plusieurs nations non reconnues par la communauté internationale et celui de l'organisation terroriste de l'État islamique. Les deux hommes ainsi que la RTVE ont donc demandé à l'UER une rectification de ce rapport. L'UER déclare que ce drapeau n'est qu'un exemple des drapeaux non autorisés, rajoutant que seuls les « drapeaux nationaux provenant des quarante-deux pays participants ou des pays ayant récemment participé, drapeaux nationaux des autres pays membres de l'ONU et le drapeau de l'Union européenne et le drapeau arc-en-ciel » sont autorisés.
L'UER publie un communiqué le même jour, clarifiant ainsi ses intentions vis-à-vis du document, admettant que la décision de publier une liste de drapeaux d'organisations et de pays était dépourvue de critère politique, s'excusant de toute controverse que la publication de ce règlement aurait pu susciter. Ainsi, l'UER appelle les partenaires et les sponsors du concours à publier un règlement officiel n'incluant pas d'exemples de drapeaux interdits. L'UER rapporte dans une autre déclaration, le 6 mai, qu'après des discussions avec plusieurs délégations de pays participants, les organisateurs ont accepté d'« assouplir le règlement des drapeaux, et d'autoriser les drapeaux nationaux, régionaux et locaux de participants au Concours », comme le drapeau gallois et le drapeau sami. En effet, un des membres du groupe Joe & Jake et la chanteuse norvégienne Agnete respectivement sont originaires de ces régions. Rien d'autre n'est modifié dans le règlement prévu dès le départ par l'organisation.
L'UER propose également une politique plus tolérante à l'égard des autres drapeaux, tant que les spectateurs respectent la nature apolitique du concours et ne tentent pas d'obstruer les plans de caméra avec leurs drapeaux. Cette proposition est acceptée par le Groupe de Référence du Concours.

#### Drapeau du Haut-Karabagh
Malgré le règlement officiel concernant les drapeaux publié par l'UER, autorisant « les drapeaux nationaux, régionaux et locaux de participants au Concours » et interdisant celui du Haut-Karabagh, la représentante arménienne, Iveta Moukoutchian, est filmée dans la green-room en train de tenir et d'agiter le drapeau du territoire pendant la première demi-finale lors du 10 mai 2016. Cela déclenche une vive contestation de la part de la presse azérie lors de la conférence de presse des qualifiés de la première demi-finale, critiquant ainsi vivement l'UER, qui a autorisé la délégation arménienne à brandir ce drapeau. L'artiste azérie, Samra, commente la situation en rappelant et déclarant que « l'Eurovision est avant tout un Concours de musique et que tout est à propos de la chanson ».
L'UER et le Groupe de Référence publient une déclaration commune le 11 mai, condamnant fortement le comportement d'Iveta, le considérant comme « nuisible » pour l'image du Concours. Le Groupe de Référence sanctionne donc l'AMPTV, mentionnant une violation des règles, déclarant qu'« aucun message promouvant une quelconque organisation, institution ou cause politique ne devrait être autorisé dans le Concours ». En outre, le Groupe de Référence fait remarquer au pays que d'autres manquements au règlement ne seront pas tolérés et entraîneront une disqualification temporaire ou définitive du concours. Enfin, le porte-parole du ministère des affaires étrangères azéri qualifie les actes d'Iveta de « provocateurs et d'inacceptables ».

### Votes du jury danois
B.T., un tabloïd danois, révèle le 15 mai 2016, que les votes du membre du jury danois, Hilda Heick, n'ont pas été comptabilisés de la bonne façon. En effet, elle a entièrement inversé son classement, ceux qu'elle préférait se retrouvant ainsi derniers et inversement :
- Au lieu de dix points, l'Australie en aurait reçu douze.
- Au lieu de sept points, les Pays-Bas en auraient reçu dix.
- Au lieu de cinq points, la Lituanie n'en aurait reçu qu'un seul.
- Au lieu de quatre points, la Suède en aurait reçu sept.
- Au lieu de deux points, Israël en aurait reçu quatre.
- Au lieu d'un seul point, l'Espagne en aurait reçu cinq.
- Au lieu de ne recevoir aucun point de la part du jury danois, la France et la Russie auraient reçu respectivement deux et trois points.

Le Royaume-Uni et l'Ukraine n'auraient quant à eux reçu aucun point de la part du jury danois. Bien que le résultat global de la compétition n'aurait pas été affecté, l'écart de points entre l'Ukraine, première du classement combiné, et l'Australie, seconde, aurait été réduit de vingt-trois points à neuf.

### Pétition contre les résultats
Une pétition est créée et mise en ligne sur le site Change.org le 15 mai 2016, appelant l'UER à annuler les résultats finaux. Cette initiative est prise au vu des classements combinés, où Jamala, la représentante ukrainienne, ne finit que seconde dans les classements du jury et du public. L'UER déclare que l'Ukraine restera le vainqueur de cette édition, peu importe le point de vue des personnes contestant les résultats.

### Éligibilité de la chanson ukrainienne
Une vidéo est diffusée, prouvant que la chanson gagnante a été chantée quatre mois avant la date d'éligibilité pour qu'un titre soit autorisé à concourir. Cependant, l'UER ne remet pas en cause l'autorisation de participer de l'Ukraine et de sa chanson.

## Retransmission du Concours
Le Concours est diffusé dans les quarante-deux pays participants, ainsi que dans sept pays non-participants. Il est également diffusé en direct sur la plateforme YouTube. En France, les deux demi-finales sont diffusées pour la première fois en direct sur France 4.

### Dans les pays participants
| Pays               | Diffuseur et commentateur(s)                              | Diffuseur et commentateur(s)            | Diffuseur et commentateur(s)                   | Porte-parole                | Réf.    |
| Pays               | Première demi-finale                                      | Deuxième demi-finale                    | Finale                                         | Porte-parole                | Réf.    |
| ------------------ | --------------------------------------------------------- | --------------------------------------- | ---------------------------------------------- | --------------------------- | ------- |
| Albanie            | RTSH                                                      | RTSH                                    | RTSH                                           | Andri Xhahu                 | [ 88 ]  |
| Albanie            | Andri Xhahu                                               |                                         |                                                | Andri Xhahu                 | [ 88 ]  |
| Allemagne          | EinsFestival, Phoenix                                     | EinsFestival, Phoenix                   | Das Erste                                      | Barbara Schöneberger        | [ 89 ]  |
| Allemagne          | Peter Urban                                               |                                         |                                                | Barbara Schöneberger        | [ 89 ]  |
| Arménie            | Arménie 1                                                 | Arménie 1                               | Arménie 1                                      | Arman Margarian             | [ 90 ]  |
| Arménie            | Avet Barseghyan                                           |                                         |                                                | Arman Margarian             | [ 90 ]  |
| Australie          | SBS                                                       | SBS                                     | SBS                                            | Lee Lin Chin                | [ 91 ]  |
| Australie          | Julia Zemiro et Sam Pang                                  |                                         |                                                | Lee Lin Chin                | [ 91 ]  |
| Autriche           | ORF 1                                                     | ORF 1                                   | ORF 1                                          | Kati Bellowitsch            | ,       |
| Autriche           | Andi Knoll                                                |                                         |                                                | Kati Bellowitsch            | ,       |
| Azerbaïdjan        | İTV                                                       | İTV                                     | İTV                                            | Tural Asadov                | [ 94 ]  |
| Azerbaïdjan        | Azər Süleymanlı                                           |                                         |                                                | Tural Asadov                | [ 94 ]  |
| Belgique           | (fr) La Une                                               | (fr) La Une                             | (fr) La Une                                    | Umesh Vangaver              | [ 95 ]  |
| Belgique           | Maureen Louys et Jean-Louis Lahaye                        |                                         |                                                | Umesh Vangaver              | [ 95 ]  |
| Belgique           | (nl) Één                                                  | (nl) Één                                | (nl) Één                                       | Umesh Vangaver              | [ 96 ]  |
| Belgique           | Peter van de Veire                                        |                                         |                                                | Umesh Vangaver              | [ 96 ]  |
| Biélorussie        | Belarus 1, Belarus 24                                     | Belarus 1, Belarus 24                   | Belarus 1, Belarus 24                          | Uzari                       | [ 97 ]  |
| Biélorussie        | Evgeny Perlin                                             |                                         |                                                | Uzari                       | [ 97 ]  |
| Bosnie-Herzégovine | BHT 1                                                     | BHT 1                                   | BHT 1                                          | Ivana Crnogorac             |         |
| Bosnie-Herzégovine | Dejan Kukrić                                              |                                         |                                                | Ivana Crnogorac             |         |
| Bulgarie           | BNT 1                                                     | BNT 1                                   | BNT 1                                          | Anna Angelova               |         |
| Bulgarie           | Elena Rosberg et Georgi Kushvaliev                        |                                         |                                                | Anna Angelova               |         |
| Chypre             | RIK 1, RIK Sat, RIK HD, Trito Programma                   | RIK 1, RIK Sat, RIK HD, Trito Programma | RIK 1, RIK Sat, RIK HD, Trito Programma        | Loukas Hamatsos             | [ 98 ]  |
| Chypre             | Melina Karageorgiou                                       |                                         |                                                | Loukas Hamatsos             | [ 98 ]  |
| Croatie            | HRT 1                                                     | HRT 1                                   | HRT 1                                          | Nevena Rendeli              | [ 99 ]  |
| Croatie            | Duško Ćurlić                                              |                                         |                                                | Nevena Rendeli              | [ 99 ]  |
| Danemark           | DR1                                                       | DR1                                     | DR1                                            | Ulla Essendrop              | [ 100 ] |
| Danemark           | Ole Tøpholm                                               |                                         |                                                | Ulla Essendrop              | [ 100 ] |
| Danemark           | DR Ramasjang                                              | DR Ramasjang                            | DR Ramasjang                                   | Ulla Essendrop              | [ 101 ] |
| Danemark           | Diffusion en langue des signes                            |                                         |                                                | Ulla Essendrop              | [ 101 ] |
| Espagne            | La 2                                                      | La 2                                    | La 1, TVE Internacional                        | Jota Abril                  | [ 102 ] |
| Espagne            | José María Íñigo et Julia Varela                          |                                         |                                                | Jota Abril                  | [ 102 ] |
| Estonie            | (et) ETV                                                  | (et) ETV                                | (et) ETV                                       | Daniel Levi Viinalass       | [ 103 ] |
| Estonie            | Marko Reikop                                              |                                         |                                                | Daniel Levi Viinalass       | [ 103 ] |
| Estonie            | (ru) ETV+                                                 | (ru) ETV+                               | (ru) ETV+                                      | Daniel Levi Viinalass       | [ 104 ] |
| Estonie            | Aleksandr Hobotov                                         |                                         |                                                | Daniel Levi Viinalass       | [ 104 ] |
| Finlande           | Yle TV2                                                   | Yle TV2                                 | Yle TV2                                        | Jussi Pekka-Rantanan        | ,       |
| Finlande           | (fi) Mikko Silvennoinen (sv) Eva Frantz et Johan Lindroos |                                         |                                                | Jussi Pekka-Rantanan        | ,       |
| France             | France 4                                                  | France 4                                | France 2                                       | Élodie Gossuin              | [ 107 ] |
| France             | Jarry et Marianne James                                   | Jarry et Marianne James                 | Stéphane Bern et Marianne James                | Élodie Gossuin              | [ 107 ] |
| Géorgie            | Pirveli Arkhi                                             | Pirveli Arkhi                           | Pirveli Arkhi                                  | Nina Sublatti               | ,       |
| Géorgie            | Tuta Chkheidze et Nika Katsia                             |                                         |                                                | Nina Sublatti               | ,       |
| Grèce              | ERT1                                                      | ERT1                                    | ERT1                                           | Constantínos Christofórou   | [ 110 ] |
| Grèce              | Maria Kozakou et Yórgos Kapoutzídis                       |                                         |                                                | Constantínos Christofórou   | [ 110 ] |
| Hongrie            | Duna                                                      | Duna                                    | Duna                                           | Csilla Tatár                | [ 111 ] |
| Hongrie            | Gábor Gundel Takács                                       |                                         |                                                | Csilla Tatár                | [ 111 ] |
| Irlande            | RTÉ Two                                                   | RTÉ Two                                 | RTÉ One                                        | Sinéad Kennedy              | [ 112 ] |
| Irlande            | Marty Whelan                                              |                                         |                                                | Sinéad Kennedy              | [ 112 ] |
| Islande            | RÚV                                                       | RÚV                                     | RÚV                                            | Unnsteinn Manuel Stefánsson | [ 113 ] |
| Islande            | Gísli Marteinn Baldursson                                 |                                         |                                                | Unnsteinn Manuel Stefánsson | [ 113 ] |
| Israël             | Aroutz 1                                                  | Aroutz 1                                | Aroutz 1                                       | Ofer Nachshon               | [ 114 ] |
| Israël             | Diffusion sous-titrée en hébreu                           |                                         |                                                | Ofer Nachshon               | [ 114 ] |
| Israël             | Non diffusée                                              | Aroutz 33                               | Aroutz 33                                      | Ofer Nachshon               | [ 114 ] |
| Israël             | Non diffusée                                              | Diffusion sous-titrée en arabe          |                                                | Ofer Nachshon               | [ 114 ] |
| Israël             | Non diffusée                                              | (he) IBA 88FM                           | (he) IBA 88FM                                  | Ofer Nachshon               |         |
| Israël             | Non diffusée                                              | Kobi Menora, Or Vaxman et Nancy Brandes |                                                | Ofer Nachshon               |         |
| Italie             | Rai 4                                                     | Rai 4                                   | Rai 1                                          | Claudia Andreatti           | [ 115 ] |
| Italie             | Filippo Solibello et Marco Ardemagni                      | Filippo Solibello et Marco Ardemagni    | Flavio Insinna et Federico Russo               | Claudia Andreatti           | [ 115 ] |
| Lettonie           | LTV1                                                      | LTV1                                    | LTV1                                           | Toms Grēviņš                | [ 116 ] |
| Lettonie           | Valters Frīdenbergs                                       |                                         |                                                | Toms Grēviņš                | [ 116 ] |
| Lituanie           | LRT Televizija                                            | LRT Televizija                          | LRT Televizija                                 | Ugnė Galadauskaitė          | [ 117 ] |
| Lituanie           | Darius Užkuraitis                                         |                                         |                                                | Ugnė Galadauskaitė          | [ 117 ] |
| Lituanie           | LRT Kultūra                                               | LRT Kultūra                             | LRT Kultūra                                    | Ugnė Galadauskaitė          | [ 118 ] |
| Lituanie           | Diffusion en langue des signes                            |                                         |                                                | Ugnė Galadauskaitė          | [ 118 ] |
| Macédoine          | MRT 1                                                     | MRT 1                                   | MRT 1                                          | Dijana Gogova               | [ 119 ] |
| Macédoine          | Karolina Petkovska                                        |                                         |                                                | Dijana Gogova               | [ 119 ] |
| Malte              | TVM                                                       | TVM                                     | TVM                                            | Ben Camille                 | [ 120 ] |
| Malte              | Arthur Caruana                                            |                                         |                                                | Ben Camille                 | [ 120 ] |
| Moldavie           | Moldova 1                                                 | Moldova 1                               | Moldova 1                                      | Olivia Furtună              | ,       |
| Moldavie           | Gloria Gorceag                                            |                                         |                                                | Olivia Furtună              | ,       |
| Monténégro         | TVCG 1                                                    | TVCG 1                                  | TVCG 1                                         | Danijel Alibabić            | [ 123 ] |
| Monténégro         | Dražen Bauković et Tijana Mišković                        |                                         |                                                | Danijel Alibabić            | [ 123 ] |
| Norvège            | NRK1                                                      | NRK1                                    | NRK1                                           | Elisabeth Andreassen        | [ 124 ] |
| Norvège            | Olav Viksmo-Slettan                                       |                                         |                                                | Elisabeth Andreassen        | [ 124 ] |
| Norvège            | Non diffusées                                             | Non diffusées                           | NRK3                                           | Elisabeth Andreassen        | [ 125 ] |
| Norvège            | Non diffusées                                             | Non diffusées                           | Ronny Brede Aase, Silje Nordnes et Markus Neby | Elisabeth Andreassen        | [ 125 ] |
| Pays-Bas           | NPO 1                                                     | NPO 1                                   | NPO 1                                          | Trijntje Oosterhuis         | [ 126 ] |
| Pays-Bas           | Jan Smit et Cornald Maas                                  |                                         |                                                | Trijntje Oosterhuis         | [ 126 ] |
| Pologne            | TVP 1, TVP Polonia                                        | TVP 1, TVP Polonia                      | TVP 1, TVP Polonia                             | Anna Popek                  | [ 127 ] |
| Pologne            | Artur Orzech                                              |                                         |                                                | Anna Popek                  | [ 127 ] |
| Tchéquie           | ČT2                                                       | ČT2                                     | ČT1                                            | Daniela Písařovicová        | [ 128 ] |
| Tchéquie           | Libor Bouček                                              |                                         |                                                | Daniela Písařovicová        | [ 128 ] |
| Royaume-Uni        | BBC Four                                                  | BBC Four                                | BBC One                                        | Richard Osman               | [ 129 ] |
| Royaume-Uni        | Scott Mills et Mel Giedroyc                               | Scott Mills et Mel Giedroyc             | Graham Norton                                  | Richard Osman               | [ 129 ] |
| Royaume-Uni        | Non diffusées                                             | Non diffusées                           | BBC Radio 2                                    | Richard Osman               | [ 130 ] |
| Royaume-Uni        | Non diffusées                                             | Non diffusées                           | Ken Bruce                                      | Richard Osman               | [ 130 ] |
| Russie             | Russia 1                                                  | Russia 1                                | Russia 1                                       | Nyusha                      | [ 131 ] |
| Russie             | Dmitry Guberniev et Ernest Mackevičius                    |                                         |                                                | Nyusha                      | [ 131 ] |
| Saint-Marin        | San Marino RTV                                            | San Marino RTV                          | San Marino RTV                                 | Irol MC                     | [ 132 ] |
| Saint-Marin        | Lia Fiorio et Gigi Restivo                                |                                         |                                                | Irol MC                     | [ 132 ] |
| Serbie             | RTS1                                                      | RTS1                                    | RTS1                                           | Dragana Kosjerina           | [ 133 ] |
| Serbie             | Dragan Ilić                                               | Duška Vučinić                           | Duška Vučinić                                  | Dragana Kosjerina           | [ 133 ] |
| Slovénie           | RTV SLO2                                                  | RTV SLO2                                | RTV SLO1                                       | Marjetka Vovk               | [ 134 ] |
| Slovénie           | Andrej Hofer                                              |                                         |                                                | Marjetka Vovk               | [ 134 ] |
| Suède              | SVT1                                                      | SVT1                                    | SVT1                                           | Gina Dirawi                 | [ 135 ] |
| Suède              | Lotta Bromé                                               |                                         |                                                | Gina Dirawi                 | [ 135 ] |
| Suède              | SR P4                                                     | SR P4                                   | SR P4                                          | Gina Dirawi                 | [ 136 ] |
| Suède              | Carolina Norén, Björn Kjellman et Ronnie Ritterland       |                                         |                                                | Gina Dirawi                 | [ 136 ] |
| Suède              | SVT24                                                     | SVT24                                   | SVT24                                          | Gina Dirawi                 | [ 137 ] |
| Suède              | Diffusion en langue des signes                            |                                         |                                                | Gina Dirawi                 | [ 137 ] |
| Suisse             | (de) SRF zwei                                             | (de) SRF zwei                           | (de) SRF 1                                     | Sebalter                    | [ 138 ] |
| Suisse             | Sven Epiney                                               |                                         |                                                | Sebalter                    | [ 138 ] |
| Suisse             | Non diffusée                                              | (fr) RTS Deux                           | (fr) RTS Un                                    | Sebalter                    | [ 139 ] |
| Suisse             | Non diffusée                                              | Jean-Marc Richard et Nicolas Tanner     |                                                | Sebalter                    | [ 139 ] |
| Suisse             | Non diffusée                                              | (it) RSI La 2                           | (it) RSI La 1                                  | Sebalter                    | ,       |
| Suisse             | Non diffusée                                              | Clarissa Tami                           | Clarissa Tami et Michele Carobbio              | Sebalter                    | ,       |
| Ukraine            | Pershyi                                                   | Pershyi                                 | Pershyi                                        | Verka Serduchka             | [ 142 ] |
| Ukraine            | Timur Miroshnychenko et Tetiana Terekhova                 |                                         |                                                | Verka Serduchka             | [ 142 ] |

### Dans les autres pays
| Pays             | Diffuseur et commentateur(s)         | Diffuseur et commentateur(s) | Diffuseur et commentateur(s)        | Réf.    |
| Pays             | Première demi-finale                 | Deuxième demi-finale         | Finale                              | Réf.    |
| ---------------- | ------------------------------------ | ---------------------------- | ----------------------------------- | ------- |
| Chine            | Hunan Télévision                     | Hunan Télévision             | Hunan Télévision                    | [ 143 ] |
| Chine            | Kubert Leung et Wu Zhoutong          |                              |                                     | [ 143 ] |
| États-Unis       | Non-diffusées                        | Non-diffusées                | Logo TV                             | [ 144 ] |
| États-Unis       | Non-diffusées                        | Non-diffusées                | Carson Kressley et Michelle Collins | [ 144 ] |
| Kazakhstan       | Khabar TV                            | Khabar TV                    | Khabar TV                           | [ 145 ] |
| Kazakhstan       | Kaldybek Zhaysanbay et Diana Snegina |                              |                                     | [ 145 ] |
| Kosovo           | RTK 1                                | RTK 1                        | RTK 1                               | [ 146 ] |
| Kosovo           | Inconnu                              |                              |                                     | [ 146 ] |
| Nouvelle-Zélande | Non-diffusées                        | Non-diffusées                | BBC UKTV                            |         |
| Nouvelle-Zélande | Non-diffusées                        | Non-diffusées                | Graham Norton                       |         |
| Portugal         | RTP1                                 | RTP1                         | RTP1                                | [ 147 ] |
| Portugal         | Hélder Reis                          |                              |                                     | [ 147 ] |
| Slovaquie        | Non diffusées                        | Non diffusées                | Rádio FM                            | [ 148 ] |
| Slovaquie        | Non diffusées                        | Non diffusées                | Inconnu                             | [ 148 ] |

### Audiences
En 2016, le Concours atteint les 204 000 000 téléspectateurs, soit une hausse de 5 000 000 par rapport à l'édition 2015. L'audience moyenne est d'environ 36,3 % dans quarante pays diffuseurs. Le tableau suivant résume les audiences dans différents pays diffuseurs.
| Pays                          | Part d'audience | Téléspectateurs |
| ----------------------------- | --------------- | --------------- |
| Allemagne                     | 36,8 %          | 9 330 000       |
| Australie                     | NC              | 407 000         |
| Autriche                      | 51,5 %          | 1 084 750       |
| Belgique Communauté flamande  | 73,5 %          | 1 531 589       |
| Belgique Communauté française | 32,6 %          | 406 448         |
| Chypre                        | 67,1 %          | 150 000         |
| Danemark                      | NC              | 711 000         |
| Espagne                       | 29,8 %          | 4 292 000       |
| Finlande                      | NC              | 1 392 000       |
| France                        | 28,5 %          | 4 968 000       |
| Géorgie                       | 33,2 %          | 132 000         |
| Grèce                         | 30,9 %          | 1 039 000       |
| Hongrie                       | 21,2 %          | 640 000         |
| Islande                       | 95,3 %          | 191 000         |
| Israël                        | 41 %            | 1 440 000       |
| Italie                        | 16,9 %          | 3 300 000       |
| Norvège                       | NC              | 889 000         |
| Pays-Bas                      | 66,0 %          | 4 254 000       |
| Pologne                       | 37,6 %          | 4 593 644       |
| Portugal                      | 12,7 %          | 505 000         |
| Tchéquie                      | NC              | 336 000         |
| Royaume-Uni                   | 37,2 %          | 7 100 000       |
| Russie                        | NC              | 15 000 000      |
| Slovénie                      | 34 %            | 207 000         |
| Suède                         | 84,7 %          | 3 632 000       |
| Suisse alémanique             | 29,1 %          | 329 000         |
| Suisse romande                | 8,9 %           | 40 000          |
| Ukraine                       | 18,8 %          | 1 500 000       |

## Réactions
La chanson gagnante présentée par l'Ukraine évoque la déportation de masse, en 1944, sur ordre de Joseph Staline, d'environ 180 000 Tatars de Crimée vers la Sibérie et l'Ouzbékistan. En 2014, à la suite d'un décret de Vladimir Poutine, la Crimée est purement et simplement annexée par la Russie alors qu'elle fait pourtant  partie de l'Ukraine.
Ces deux événements, dont un récent, ont contribué à ce que certain voient dans la chanson de Jamala, un évident message politique,. En principe, le règlement du concours interdisant les chansons politiques, la Russie a protesté à suite de la publication de cette chanson, protestation non suivie d'effet, étant donné que dans les paroles de "1944" ni le nom de Staline, ni celui de Poutine, ni même le mot "Russie" n'apparaissent dans la chanson.